# Protokolle der Weisen von Zion

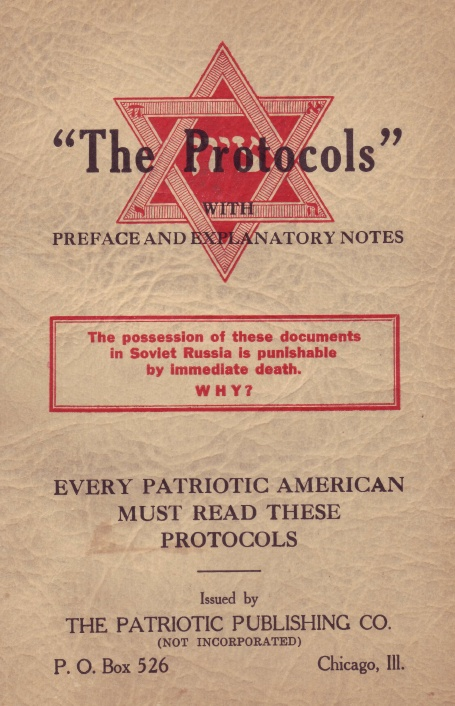
Das Deckblatt einer 1934 erschienenen amerikanischen Ausgabe der Protokolle durch die Patriotic Publishing Co. in Chicago. Es unterstellt, der Besitz dieser Dokumente könne in Sowjetrussland mit dem sofortigen Tod bestraft werden.

Die Protokolle der Weisen von Zion sind ein antisemitisches Pamphlet. Es wurde zu Beginn des 20. Jahrhunderts von unbekannten Redaktoren vermutlich in Russland auf der Grundlage mehrerer fiktionaler Texte erstellt und gilt als einflussreiche Programmschrift antisemitischen Verschwörungsdenkens. Die Protokolle geben vor, die Pläne jüdischer Weltverschwörer wiederzugeben.
Eine erste russische Version erschien 1903 im Russischen Kaiserreich. Nach dem Ersten Weltkrieg wurde der Text zunehmend international verbreitet, obwohl die Protokolle bereits 1921 in der Londoner Times als nicht authentisch entlarvt worden waren. Bekannt wurden insbesondere die Ausgaben aus den 1920er Jahren von Henry Ford in den Vereinigten Staaten und die deutschen Ausgaben von Gottfried zur Beek und Theodor Fritsch. Noch heute glauben manche Antisemiten und Anhänger von Verschwörungstheorien in der ganzen Welt, besonders in islamischen Ländern und in Russland, an die Authentizität der Protokolle.

## Text

### Inhalt
Der je nach Ausgabe 40 bis 80 Seiten lange Text ist wenig strukturiert und kreist unter zahlreichen Wiederholungen um drei Themen: eine Kritik am Liberalismus, die angeblichen Pläne des „Weltjudentums“, die Weltherrschaft zu übernehmen, und das künftige jüdische Weltreich. Der angeblich jüdische Sprecher bekennt sich zu einem kruden Machiavellismus und zur Parole „Der Zweck heiligt die Mittel“, die bis dahin vor allem den Jesuiten unterstellt wurde. Die Demokratie sei eine schädliche Regierungsform, da Freiheit und Gleichheit mit der menschlichen Natur nicht zu vereinbaren seien. 
Gleichwohl müsse man den Liberalismus und die Volksherrschaft fördern, um die nicht jüdischen Staaten zu zerrütten. Daher gelte es, die Vorrechte und den Landbesitz des Adels zu beseitigen, der „das einzige Abwehrmittel der nicht jüdischen Völker und Staaten gegen uns“ sei, das Ansehen der Geistlichkeit und die Macht des Papstes zu unterminieren, sich scheinbar widersprechende, zersetzende Lehren wie die von Karl Marx, Charles Darwin und Friedrich Nietzsche zu verbreiten und politische Gegensätze zu schüren. Zu diesem Zweck hätten sie die unterschiedlichsten politischen Richtungen wie Monarchisten, Liberale, Demokraten und Kommunisten unter ihr Joch gespannt. Auch der Antisemitismus sei von den Juden selbst eingerichtet worden, um „unsere Brüder aus den unteren Schichten zusammenzuhalten“. Absichtlich verursachte Wirtschaftskrisen würden zu sozialen Spannungen führen, außerdem müssten die Völker durch „Neid und Haß, durch Streit und Krieg, ja selbst durch Entbehrungen, Hunger und Verbreitung von Seuchen“ zermürbt werden.
Als Werkzeug dazu diene eine künstliche Verknappung der Zahlungsmittel und eine daraus folgende Staatsverschuldung, durch welche die Juden, die bereits angeblich das meiste Geldkapital der Welt besäßen, die Staaten in ihre Abhängigkeit brächten. Daher seien sie auch für die Einführung des Goldstandards verantwortlich – hier sehen Kommentatoren eine Anspielung auf die Währungspolitik des russischen Finanzministers Sergei Juljewitsch Witte in den Jahren 1896/97. Außerdem bedienten sie sich der – angeblich jüdisch gelenkten – Presse sowie der Freimaurerlogen, die alle einer jüdischen Oberleitung unterstünden. Auf jede Zeitung, die den Juden nicht wohlgesinnt sei, sollten zwei andere kommen, die nur den jüdischen Zwecken dienten. Um die Tarnung gegenüber der Öffentlichkeit perfekt zu machen, sollten diese gesteuerten Zeitungen unterschiedliche Ansichten vertreten und einander zum Schein befehden. Die Präsidenten der neuen Demokratien müssten alle persönlich ungeeignet und zudem durch „irgend ein Panama“ in ihrer Vergangenheit erpressbar sein: Hier spielt der Text auf den Panamaskandal von 1892 an, in den auch Arthur von Mohrenheim, der russische Botschafter in Paris, verwickelt war.
Würden ihre Regierungen den Juden nicht gehorchen, würden diese durch Terror und Mordanschläge Druck auf sie ausüben oder Nachbarländer zum Krieg gegen sie aufhetzen. Sollten sich die europäischen Staaten gegen die Juden zusammentun, würde dies mit einem Angriff der Vereinigten Staaten von Amerika, Chinas und Japans auf Europa beantwortet werden. Die Erwähnung Japans ist nach Ansicht des US-amerikanischen Literaturwissenschaftlers Jeffrey L. Sammons ein Reflex auf den Russisch-Japanischen Krieg der Jahre 1904–1905. Zudem habe man „ein letztes, fürchterliches Mittel in der Hand, vor dem selbst die tapfersten Herzen erzittern sollen“: Gemeint ist die Untergrundbahn, die ab 1897 in Paris gebaut wurde:

„Bald werden alle Hauptstädte der Welt von Stollen der Untergrundbahnen durchzogen sein. Von diesen Stollen aus werden wir im Falle der Gefahr für uns die ganzen Städte mit Staatsleitungen, Ämtern, Urkundensammlungen und den Nichtjuden mit ihrem Hab und Gut in die Luft sprengen.“

Von den Juden geschürte endlose Streitigkeiten und eine daraus resultierende Ermüdung sowie die der Demokratie angeblich inhärente Tendenz zum Despotismus würden dazu führen, dass die Völker von sich aus um einen Weltherrscher bitten würden. Dieser „König aus dem Blute Zion“ – eine Anspielung auf die messianische Tradition – werde durch einen Staatsstreich die Macht in allen Staaten gleichzeitig übernehmen. Er wird als charismatisch und tugendhaft beschrieben, da er alle „persönlichen Freuden dem Wohle seines Volkes und der Menschheit“ unterzuordnen habe. In diesem Reich würden alle Freiheiten, für die sich die „Weisen von Zion“ in den nicht jüdischen Staaten eingesetzt hätten, wieder rückgängig gemacht: Die Presse würde einer scharfen Zensur unterworfen, der Rechtsstaat werde durch Abschaffung des Berufungsrechts und eine staatliche Kontrolle aller Rechtsanwälte eingeschränkt, der Herrscher regiere autokratisch. Beim ersten Verdacht eines politischen Vergehens werde der Betroffene verhaftet, öffentliche politische Diskussionen würden nicht geduldet, nicht jüdische Freimaurerlogen und Geheimbünde würden verboten und deren Mitglieder hingerichtet (dafür entstünden überall auf der Welt jüdische Logen), überall gebe es Spitzel der Regierung. Neben dem Judentum sei keine andere Religion mehr erlaubt. 
Durch Massensport, Unterhaltung und die Einrichtung von Bordellen werde die Realitätswahrnehmung der Menschen getrübt sein. Aus dem Gedächtnis der Menschheit streiche man alle unbequemen Tatsachen der Geschichte und lasse nur diejenigen übrig, bei denen die Fehler der nichtjüdischen Regierungen besonders hervorträten. Die Lehrfreiheit an den Universitäten werde aufgehoben, an den Schulen werde die Verehrung des Herrschers gelehrt. Dieser werde in der Bevölkerung tatsächlich sehr beliebt sein, da er eine paternalistische Sozialpolitik betreibe. Sie werde durch eine progressive Besitzsteuer und eine Währungspolitik finanziert, bei der sich die Geldmenge nach den Lebenshaltungskosten und der Bevölkerungsentwicklung richte. Korruption und Machtmissbrauch werde durch scharfe Kontrollen der Beamten unmöglich. Alkoholismus werde verboten, der Börsenhandel werde abgeschafft, ebenso die Arbeitslosigkeit, indem die Hausindustrie wieder eingeführt werde, in der es immer etwas zu tun gebe. Der Nachfolger des Herrschers werde nicht durch das Erbrecht, sondern aufgrund seiner persönlichen Eignung bestimmt, da er charakterlich untadelig zu sein habe. Das Ziel der angeblichen Verschwörung war also keine Tyrannei, sondern „ein konfliktloses ‚Reich der Vernunft‘“, in dem die Massen durch staatliche Fürsorge vollständig manipuliert und kontrolliert leben würden.

### Antisemitischer Diskurs
Die Protokolle der Weisen von Zion vereinen einige Klischees, die den antisemitischen Diskurs vorher und nachher prägten. So werden Juden grundsätzlich als Feinde der Christen dargestellt: Diese seien „hirnlos“, „eine Hammelherde, wir Juden aber sind die Wölfe. Wissen Sie, meine Herren, was aus den Schafen wird, wenn die Wölfe in ihre Herden einbrechen?“ Als Ziel der Juden wird die weltweite Herrschaft ihres Glaubens und des Glaubens an ihre göttliche Auserwähltheit in dem von ihnen beherrschten Universalstaat dargestellt, zudem werden ihnen Ehrgeiz, Rachsucht und Hass auf die Christen unterstellt. Die Protokolle nehmen den mittelalterlichen Vorwurf auf, die Juden hätten durch Brunnenvergiftung die Pest der Jahre 1347–1350 ausgelöst. Hier erläutert der Redner, durch Hunger, Seuchen usw. die Nichtjuden dazu zu bewegen, die jüdische Herrschaft zu akzeptieren.
Ein weiteres Klischee des Mittelalters und der Frühen Neuzeit war das des Geldjuden, der Wucher betrieb. Das auf dem Zweiten Laterankonzil von 1139 erlassene Zinsverbot wurde mit der zunehmenden Bedeutung des Kreditwesens für die spätmittelalterliche Wirtschaft gelockert, wodurch Christen plötzlich in Konkurrenz zu den Juden standen, denen der Geldverleih bis dahin allein gestattet war. Der Vorwurf, Zinsen zu nehmen, war ein Mittel, die Juden aus dem Bankgeschäft zu verdrängen und zu marginalisieren. In der Frühen Neuzeit war das Klischee vom „reichen Juden“ weit verbreitet. Bekannte Beispiele sind der württembergische Hoffaktor Joseph Süß Oppenheimer (1698–1738) und der Frankfurter Bankier Mayer Amschel Rothschild (1744–1812) mit seinen Nachkommen, deren Reichtum in einem (unrichtigen) induktiven Schluss generalisiert wurde und noch heute Stoff für Verschwörungstheorien liefert. Dieser Vorwurf ist in den Protokollen beinahe allgegenwärtig und gipfelt in der Behauptung, die Juden würden bereits zur Abfassungszeit faktisch alles Geld der Welt besitzen.
Der zentrale Gedanke der Protokolle, nämlich dass sich die Juden verschwören würden, um ihre bösen Pläne gegen die Christenheit in die Tat umzusetzen, findet sich seit dem 13. Jahrhundert in der christlichen Imagination, als der englische Mönch Matthaeus Parisiensis (1200–1259) in seiner Chronica major behauptete, die Juden hätten sich insgeheim mit den „Tartaren“ verbündet, um sich an den Christen zu rächen. Dieser Gedanke findet sich seit 1869 verstärkt im antisemitischen Diskurs. In diesem Jahr legte der zum orthodoxen Christentum konvertierte Jude Jakow Alexandrowitsch Brafman (1824–1879) sein Werk Книга Кагала (Kniga Kagala, „Das Buch vom Kahal“) vor. Darin stellte er die Kehillahim, die jüdischen Gemeindeorganisationen, als Teile einer umfassenden Geheimorganisation vor, die von der Alliance Israélite Universelle gesteuert werden würde. Der Begriff Kahal wird auch in den Protokollen verwendet. Kniga Kagala gilt als einer ihrer gedanklichen Vorläufer.
1869 erschien auch Le Juif, le judaïsme et la judaïsation des peuples chrétiens des französischen Rechtskatholiken Henri Roger Gougenot des Mousseaux (1805–1876). Darin verknüpfte er die beiden Zweige der bis dahin gängigen Verschwörungstheorien, den antisemitischen und den antimasonischen: Die Freimaurerei sei ein von den Juden geschaffener „künstlicher Judaismus“ mit dem Ziel, Christen für das Judentum zu rekrutieren. Cohn nennt das Buch die „Bibel des modernen Antisemitismus“. In der Folge gerann die angeblich engste Verbindung von Synagogen und Logen zu einem feststehenden Topos der antisemitischen Literatur. Nach dem israelischen Historiker Jacob Katz war es für französische Antisemiten nachgerade unmöglich, nicht auch die Freimaurerei zu attackieren.
Andere konstitutive Elemente des Antisemitismus kommen in den Protokollen der Weisen von Zion aber nicht vor: Der Vorwurf, Juden würden christliche Jungfrauen schänden und an gefangenen christlichen Knaben Blutfrevel begehen, fehlt ebenso wie der Topos des Gottesmordes. Ebenfalls nicht vorhanden ist der ganze Motivkreis des Rassenantisemitismus, also etwa die Unterstellung körperlicher Minderwertigkeit oder die angebliche Abartigkeit jüdischen Denkens. Auch die Idee, Juden würden durch „Rassenmischung“ die Gesellschaft absichtlich untergraben, wie es Adolf Hitler nachgerade obsessiv befürchtete, kommt im Text nirgends vor. Der britische Historiker Richard J. Evans zieht daraus den Schluss, dass die Protokolle „kaum als Musterbeispiel für antisemitische Hetzrhetorik“ gelten können. Sie verkörperten weder den traditionellen noch den modernen Antisemitismus, sondern seien „ein Dokument sui generis“. Gleichwohl hätten völkische Kreise sie nach 1918 als Beweis für die angebliche rassische Andersartigkeit von Juden angeführt: Offenbar wurden sie laut Evans häufig nicht sorgfältig gelesen, sondern wurden „einfach zum Beweis von Überzeugungen zitiert, die in ihnen nicht ausgedrückt sind“.

## Entstehung

### Verfasser
Die Protokolle der Weisen von Zion sind eine Erfindung jüdischer Weltherrschaftspläne unter Verwendung älterer, fiktionaler Texte eine Fiktion ohne Bezug zur Wirklichkeit. Der britische Historiker Norman Cohn, der 1967 eine Monografie zu den Protokollen vorlegte, datierte sie auf 1897 oder 1898 und fand Indizien, die auf die Bibliothèque nationale de France als Ort der Entstehung hinweisen. Der französische Historiker Henri Rollin (1885–1955) glaubte in seinem 1939 erschienenen Werk L’apocalypse de notre temps, die Urfassung stamme von Elias von Cyon (1843–1912), einem konservativen russischen Schriftsteller, der seit 1875 in Frankreich lebte. Er habe eine 1864 erschienene französische Satire von Maurice Joly umgeschrieben, um gegen Finanzminister Sergei Juljewitsch Witte und dessen liberalen Modernisierungskurs zu polemisieren. Diesen Text habe Pjotr Ratschkowski (1853–1910), der von 1885 bis 1902 die in Paris ansässige Abteilung für Auslandsfragen des russischen Geheimdienstes Ochrana leitete, im Jahr 1897 an sich gebracht und im antisemitischen Sinne umgeschrieben.
Oft wird auch einfach Ratschkowski als Verfasser oder Auftraggeber angegeben. Seit einer Veröffentlichung des russischen Literaturhistorikers Michail Lepjochin aus dem Jahr 1998 wird auch Ratschkowskis Assistent Matwei Golowinski (1865–1920) als Verfasser der Protokolle genannt: Er habe zur Zeit der Dreyfus-Affäre den Text im Auftrag seines Chefs in französischer Sprache verfasst, um damit Zar Nikolaus II. gegen den Liberalismus aufzubringen. Der schottische Historiker James Webb sieht dagegen die russische Okkultistin Juliana Glinka, die in Paris in Kontakt mit Ratschkowski stand, als verantwortlich für den Text an.
Nach dem Slawisten Michael Hagemeister gehen diese Versionen auf zwei Quellen zurück: Zum einen auf die polnische Fürstin Catherine Radziwill (1858–1941), die 1921 von ihrem New Yorker Exil aus verbreitete, Golowinski habe ihr 1904/1905 in Paris das französische Original der Protokolle gezeigt, das er in Ratschkowskis Auftrag angefertigt habe. Auf sie stützte sich zum anderen der französische Graf Alexandre du Chayla (1885–1947) in seinen ebenfalls 1921 erschienenen Erinnerungen an einen der ersten Herausgeber der Protokolle, Sergei Nilus (1862–1929), mit dem er nach seiner Bekehrung zum orthodoxen Christentum in engem Kontakt gestanden hatte. Chayla trat später als Zeuge im Berner Prozess auf. Hagemeister bezweifelt die Glaubwürdigkeit dieser Quellen und vertritt unter anderem wegen mehrerer Ukrainismen im Text die These, dass der Text von rechtsgerichteten Adligen aus Südrussland fabriziert oder zumindest redigiert wurde.
Der italienische Literaturwissenschaftler Cesare G. De Michelis kommt bei seinen textkritischen Untersuchungen zu dem Ergebnis, dass die älteste gedruckte russische Version, die bereits im Spätsommer 1903 erschien, keine Übersetzung aus dem Französischen sei, sondern auf eine Urfassung zurückgehe, die von russischen Rechtsradikalen kurz zuvor in Sankt Petersburg zusammengeschrieben worden sei. Da die Protokolle im April 1902 in der russischen Presse erstmals erwähnt worden seien, lasse sich der Entstehungszeitraum recht genau eingrenzen. Die Erstfassung sei eine Parodie auf Theodor Herzls Judenstaat gewesen, die mit Bezug auf den fünften Zionistenkongress vom Dezember 1901 abgefasst worden sei.
Der Journalist Thomas Grüter weist zudem darauf hin, dass wichtige politische Ereignisse in Westeuropa, die dem Nachweis angeblicher jüdischer Weltherrschaftspläne dienlich hätten sein können, wie die Dreyfus-Affäre, der Deutsch-Französische Krieg 1870/71 oder die Kolonialpolitik der europäischen Mächte in Afrika und Asien, keine Erwähnung finden. Dies spreche dagegen, dass die Protokolle in Westeuropa entstanden seien. Wer der oder die Verfasser waren, ist bis heute ungeklärt.

### Benutztes literarisches Material
Der oder die Verfasser nutzten als Vorlage über weite Strecken die satirische Schrift Dialogue aux enfers entre Machiavel et Montesquieu („Gespräche in der Unterwelt zwischen Machiavelli und Montesquieu“) des Pariser Rechtsanwalts Maurice Joly, die 1864 anonym in Brüssel erschienen war, Dies wurde 1921 bekannt, wobei im Plagiat, unter Beibehaltung der Diktion, die Intention der ursprünglichen Streitschrift tendenziös ins genaue Gegenteil verdreht wurde. In der literarischen Tradition der Totengespräche lässt der Verfasser den französischen Aufklärer mit dem italienischen Renaissance-Philosophen streiten. Dabei wird letzterem die zynische Verteidigung einer moralfreien politischen Tyrannei in den Mund gelegt. In dem fiktiven Dialog spielen Juden keinerlei Rolle, vielmehr karikiert Joly über die Figur des Machiavelli die autoritäre Herrschaft des französischen Kaisers Napoléon III., der nach seinem Staatsstreich 1851 die Bürgerrechte und den Rechtsstaat in Frankreich zunehmend aushöhlte. 
Laut Cohn enthält eines der Exemplare der Satire in der Bibliothèque nationale de France Anmerkungen, die mit den Entlehnungen in den Protokollen übereinstimmen. 40 Prozent des Texts der Protokolle sind wörtlich aus Jolys Satire entnommen. Allerdings sind die Gedanken bei Joly deutlich kohärenter. Die Protokolle erwecken den Eindruck einer hastigen Abschrift. Joly nahm, wie der Medienwissenschaftler Umberto Eco zeigt, seinerseits Anleihen bei populären französischen Unterhaltungsromanen des 19. Jahrhunderts, namentlich bei Alexandre Dumas’ Joseph Balsamo von 1846 sowie bei Eugène Sues Le Juif errant („Der ewige Jude“) aus dem Jahr 1845 und Les Mystères du Peuple („Die Geheimnisse des Volkes“) aus dem Jahr 1856 – hier waren die Welteroberungspläne den Jesuiten in den Mund gelegt worden.
Bei der Ausformung des Textes der Protokolle spielte auch der 1868 erschienene Sensationsroman Biarritz des deutschen Schriftstellers Hermann Goedsche eine Rolle. Darin wird eine geheime Versammlung auf dem Friedhof von Prag im Jahr 1860 geschildert, die vom Helden des Romans, einem „Doktor Faust“, und seinem Begleiter, einem konvertierten Juden, belauscht werden. Angeblich würden sich die Vertreter der zwölf Stämme Israels (zuzüglich eines weiteren für die „Verstoßenen und Wandernden“) alle hundert Jahre treffen, um die Fortschritte bei dem Plan zur Eroberung der Welt zu besprechen: Alles Gold der Welt solle in jüdische Hände gebracht werden. Als Mittel zu diesem Zweck werden von den einzelnen Sprechern das Programm des Liberalismus und die negativen Folgen der gesellschaftlichen Modernisierung, verklammert mit Schreckbildern jüdischer Bosheit, ausgebreitet, darunter die Verschuldung des Staates und des Adels, die Judenemanzipation einschließlich jüdischen Grundbesitzes, Mischehen christlicher Frauen mit jüdischen Männern, die Proletarisierung der Handwerker, Trennung von Kirche und Staat, Förderung von Revolutionen sowie die Eroberung der Presse, des Handels, des öffentlichen Dienstes und des Kulturlebens. Dies sei der wahre Gehalt des jüdischen Geheimwissens, der Kabbala. 
Goedsche selbst bediente sich bei dieser Szene bei Wilhelm Raabes Erzählung Holunderblüte, die fünf Jahre zuvor erschienen war. Goedsches Friedhofsszene erschien 1876 erneut in einer russischen Schrift, die die bei Goedsche noch fiktive Geschichte nun als Tatsachenbericht darstellt. Ein Jahr später tauchten die Reden in Deutschland, Frankreich und Österreich auf. Teilweise wurden die Reden einer einzigen Person zugeschrieben und als „Die Rede des Rabbiners“ wiederveröffentlicht. 1881 druckte die rechtskatholische Zeitung Le Contemporain in Frankreich die Geschichte etwas verändert ab, indem die zwölf Reden zu einer einzigen zusammengefasst wurden. Le Contemporain gab an, den „Bericht“ aus einem bald erscheinenden Buch des englischen Diplomaten „Sir John Retcliffe“ übernommen zu haben; dieser Name war allerdings nur das Pseudonym, unter dem Goedsche seinen Roman veröffentlicht hatte. Die Vorstellung, es gebe einen Rat der Vertreter aller Juden der Welt, geht auf den von Napoleon 1806 einberufenen Sanhedrin zurück, der bereits im 19. Jahrhundert ein Anknüpfungspunkt für antisemitische Verschwörungstheorien war.
Die Kompilation des Textes aus den genannten Vorlagen erfolgte alles andere als sorgfältig. Richard J. Evans beschreibt ihn als „abstrakt formuliert“, er wiederhole sich und stecke voller Widersprüche: So wird einmal von einer Weltrevolution gesprochen, die die Juden anzetteln wollten, dann wieder ist von einer Revolution nur in einem einzelnen Land die Rede. Der „konfuse, chaotische Stil“ der Protokolle zeuge davon, „mit welcher Eile und Unfähigkeit sie fabriziert“ wurden.

### Paratexte
Der Text der Protokolle wird stets eingekleidet und umrahmt von verschiedenen Paratexten dargeboten, die eine bestimmte Leserichtung nahelegen. In den gängigen Ausgaben ist er in 24 Abschnitte unterteilt. Jeder soll einer angeblichen Sitzung entsprechen und enthält eine Rede, die ein jüdischer Führer vor der Versammlung der „Weisen von Zion“ gehalten haben soll. Mit dem bürokratischen Begriff Protokolle soll dem Text Glaubhaftigkeit verliehen werden. Diese Angaben gehen aber nicht auf den oder die unbekannten Verfasser zurück, sondern stammen von den jeweiligen Herausgebern. So wird der Text in der ersten Ausgabe von 1903 noch nicht als Protokolle vorgestellt, sondern als „Programm zur Eroberung der Welt durch die Juden“. Erst ab 1905 lautet der Buchtitel dann „Protokolle der Sitzungen der Weisen von Zion“ oder nur „Protokolle der Weisen von Zion“. Die angegebene Textsorte Protokoll passt aber nur schlecht zum dargebotenen Inhalt, denn es fehlen die dafür typischen Elemente wie die Angaben von Ort und Zeit. Sie wurden in den verschiedenen Ausgaben jeweils dazuerfunden, der Sprecher bleibt aber immer anonym. Auch die eponymen „Weisen von Zion“ tauchen im Text nicht auf. Einmal ist von „unseren Weisen“ die Rede, was das Problem aufwirft, dass der Sprecher weder sich noch sein Publikum diesem Kreis zuzurechnen scheint. 
Weitere Ergänzungen der Herausgeber stellen die Einteilung in 24 „Sitzungen“ und die Zwischenüberschriften sowie die mehr oder weniger ausführlichen Kommentierungen dar, in denen sie den Text auf ihre jeweilige Gegenwart anwenden. Die österreichische Literaturwissenschaftlerin Eva Horn glaubt, dass die enorme Verbreitung der Protokolle weniger auf ihren eigentlichen Text als auf diese Paratexte zurückzuführen sei, die anders als jener tatsächlich gelesen worden seien. In diesem Sinne spricht sie von dem „seltsamen Phänomen einer Rezeption ohne Lektüre“.
Michael Hagemeister zieht aus diesem Befund den Schluss, dass die Bezeichnung Fälschung für die Protokolle der Weisen von Zion irreführend ist, denn der eigentliche Text gibt an keiner Stelle vor, die authentischen Reden wiederzugeben, die auf einer oder mehreren Treffen jüdischer Verschwörer gehalten worden wären. Weder gebe es einen Bezug zu einem Original noch zu realen Personen oder Gegebenheiten. Zutreffender sei die Bezeichnung als Plagiat oder als Fiktion. Dennoch werden die Protokolle in der Forschung verbreitet als Fälschung beschrieben. Richard J. Evans verteidigt diese Wortwahl, da es auf die Definition ankomme: Auch ein Gegenstand, dessen originalen Ursprung man nicht kenne, könne als Fälschung bezeichnet werden. Der amerikanische Antisemitismusforscher Richard S. Levy bezeichnet die Protokolle als „eine Fälschung und ein Plagiat“.

## Erste Veröffentlichungen

### Russland

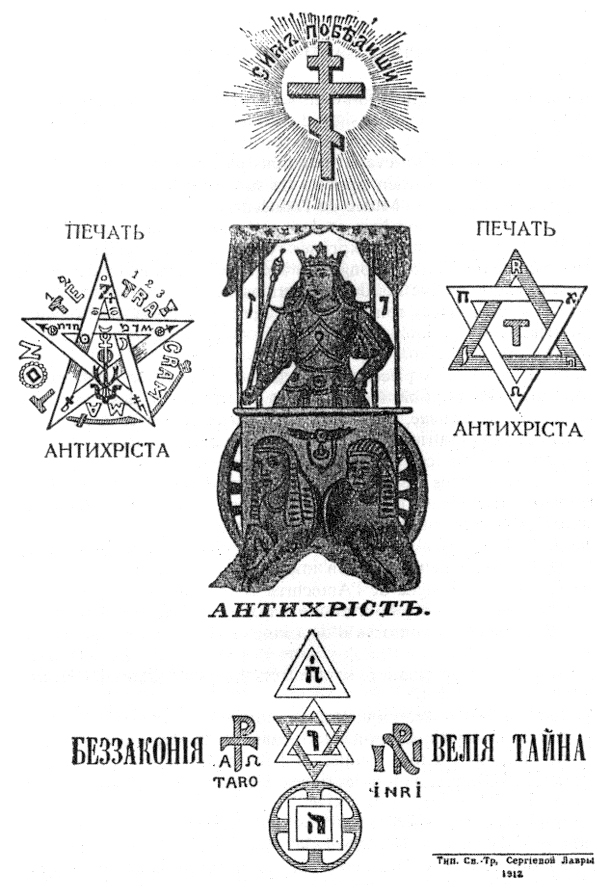
Sergei Nilus, Близ грядущий антихрист (Blis grjaduschtschi antichrist, „Der herannahende Antichrist ist nah“). Titelillustration der Ausgabe aus dem Jahr 1911, die den Text der Protokolle der Weisen von Zion enthält. Die einzelnen Abbildungen stammen aus Dogme et rituel de la haute magie des französischen Okkultisten Éliphas Lévi: In der Mitte der Antichrist als Wiedergabe der Tarotkarte Der Wagen zwischen einem mit kabbalistischen Zeichen geschmückten Pentagramm und einem Davidstern, die beide als печать антихриста (dt.: „Siegel des Antichrist“) gekennzeichnet sind. Über diesen dämonischen Zeichen triumphierend das russische Kreuz mit der Parole Сим победиши (dt.: Darin wirst du siegen), das Motto der Schwarzen Hundert.

Zum ersten Mal erwähnt wurden die Protokolle im April 1902 in einem Artikel eines Petersburger Journalisten und Antisemiten, der sie jedoch als eine offensichtliche Fälschung abtat. Die älteste Fassung der Protokolle erschien vom 26. August bis zum 7. September 1903 in neun Folgen in der rechtsextremen Sankt Petersburger Zeitung Snamja (russisch für „Das Banner“) unter dem Titel „Das jüdische Programm zur Welteroberung“. Der Herausgeber Pawel Kruschewan (1860–1909) war ein den Schwarzen Hundert nahestehender Antisemit, der im selben Jahr das Pogrom von Kischinjow organisiert hatte. Er behauptete, es handele sich um authentische „Sitzungsprotokolle der Weltallianz der Freimaurer und der Weisen von Zion“, die in Frankreich angefertigt worden seien. Dort befänden sich auch die „Geheimarchive der Zentralkanzlei von Zion“, dessen Vertreter indes nicht mit der zionistischen Bewegung verwechselt werden dürften. 1904 druckte der polnische Antisemit Hipolit Lutostański einen Teil des russischen Textes ebenfalls als angebliche Übersetzung aus dem Französischen im zweiten Band seines Werks Talmud i evrei („Der Talmud und die Juden“) ab.
1905, im Jahr der ersten Russischen Revolution, folgten weitere Editionen in Moskau und in Sankt Petersburg, die die Ereignisse zu erklären versuchten. Der Journalist Georgi Butmi (1856–1919) vom orthodox-nationalistischen Bund des russischen Volkes folgte in seiner von 1906 bis 1907 unter wechselnden Titeln mehrfach erschienenen volkstümlichen Edition weitgehend der Herkunftslegende der Snamja, nur gab er nun ein Datum an: Am 9. Dezember 1901 sei der Text aus dem Französischen übersetzt worden. In der Ausgabe von 1907 gab er zudem an, er entstamme den Akten einer „Freimaurerloge des ägyptischen Ritus“ Mizraim (gemeint ist wohl der Memphis-Misraïm-Ritus), die vor allem von Juden besucht würde, und rückte ihn in die geistige Nähe zum Zionismus.
Die Version, die schließlich weltweit verbreitet wurde, erschien 1905, in der zweiten Ausgabe eines mystischen, apokalyptischen Werkes des religiösen Schriftstellers Sergei Nilus (1862–1929), Das Große im Kleinen, oder die Ankunft des Antichrist und die herannahende Herrschaft des Teufels auf der Erde. Ursprünglich hatte er den Text der Protokolle als Einzelschrift veröffentlichen wollen, doch das verbot die Moskauer Zensurbehörde, da der Text geeignet schien, den öffentlichen Frieden zu gefährden. Für Schriften, die mehr als 160 Seiten umfassten, waren die Zensurbestimmungen lockerer, da man annahm, dass sie weniger gelesen würden. Daher fügte Nilus die Protokolle in sein umfangreiches Werk ein. Darin malte er in Anlehnung an den 2. Thessalonicherbrief eine endzeitliche Verschwörung der „Kirche des Satans“ gegen das Christentum aus, die im Wesentlichen aus der „jüdischen Freimaurerei“ bestehen würde. Angeblich mehrten sich schon die Vorzeichen, weswegen bald der falsche Messias der Juden erscheinen würde, der Antichrist, der wiederum der Wiederkunft Jesu Christi vorangehe. Den Juden war in dieser dualistischen Sicht die Rolle der Widersacher Gottes zugewiesen, die – ganz gegen ihre Absicht – den heilsgeschichtlichen Prozess vorantreiben und sich kurz vor dem Ende der Zeit doch noch zum Christentum bekehren würden. Das in 2 Thess 2,7  erwähnte „Geheimnis der Bosheit“ sei die jahrtausendealte Verschwörung der Juden, von der Nilus in einem späteren Werk behauptete, sie gehe auf den König Salomo zurück. Als zwölftes Kapitel hatte er daher einen erweiterten Text der Protokolle in sein Buch eingefügt. Nilus hatte den Text umgearbeitet, um auf die aktuelle Politik des Jahres 1905 eingehen zu können, behauptete aber, sie seien 1902 oder 1903 vorgetragen worden. Nilus fügte zudem Zwischenüberschriften ein, die besonders die Rolle der Freimaurer in der imaginierten Weltverschwörung herausstrichen, die im eigentlichen Text nur eine untergeordnete Rolle spielen. Die angebliche Zusammenarbeit von Juden und Freimaurern war völlig fiktiv, da die Logen alles andere als revolutionär waren und viele sich bis weit ins 20. Jahrhundert hinein weigerten, Juden aufzunehmen. Nilus verstand die Protokolle also nicht als politischen Text, sondern als eschatologisch. Für ihn waren sie eine griechisch ἀποκάλυψις Apokálypsis, eine Enthüllung und Entschleierung des Kampfes zwischen Gut und Böse, der der Parusie unmittelbar vorausgehe. Insofern war er kein rassistischer Antisemit, sondern dachte in den traditionellen Bahnen des religiösen Antijudaismus.
Das Werk erlebte bis 1917 unter veränderten Titeln mehrere Neuauflagen und wurde 15.000 Mal gedruckt. In der vierten Auflage 1917 behauptete Nilus, es sei ihm zugetragen worden, dass der Verfasser der Protokolle Theodor Herzl, der Gründer der zionistischen Bewegung, sei. Er habe die protokollierte Rede auf dem Ersten zionistischen Weltkongress gehalten, der im August 1897 in Basel stattfand. In Editionen anderer Herausgeber wurde eine Verbindung zur zionistischen Bewegung wiederum bestritten, auch die Angaben zu Alter und Herkunft divergierten erheblich: Die Spanne der spekulierten Entstehungszeiträume bzw. -orte reichte von Jerusalem zur Zeit König Salomos bis zum erwähnten Basler Ersten Zionistenkongress 1897. Ebenso uneinheitlich war in den verschiedenen Ausgaben die Zahl der Abschnitte oder „Protokolle“ (zwischen 22 und 27).
Bei ihrem Erscheinen erregten die Protokolle nur wenig Aufsehen. Vielfach zitierte Berichte, wonach sie in Moskau von den Kanzeln verlesen worden seien oder der Zar sich kritisch über sie geäußert hätte, gelten heute als Legende. Auch lassen sich keine Reaktionen nachweisen, weder in der übrigen antisemitischen Publizistik noch etwa in Pogromen. In den folgenden Jahren interessierten sich nur wenige Menschen für den Text, der zunehmend als Verschwörungstheorie durchschaut wurde. Das änderte sich mit der russischen Oktoberrevolution 1917 und dem anschließenden Bürgerkrieg, als die konterrevolutionären „Weißen“ die Protokolle zum Verständnis des ihnen sonst unbegreiflichen Geschehens heranzogen. Es wurde das Gerücht verbreitet, die Zarin Alexandra Fjodorowna habe vor ihrer Ermordung die Protokolle der Weisen von Zion bei sich gehabt. Von radikal antibolschewistischen Emigranten wie Fjodor Winberg (1868–1927) oder dem Baltendeutschen Alfred Rosenberg wurden sie nach West- und Mitteleuropa gebracht, weil man hoffte, mit ihnen Unterstützung gegen den angeblich jüdischen Bolschewismus organisieren zu können. In der Folge erschienen in vielen Ländern Editionen der Protokolle. Auch wenn sie in den Formulierungen zum Teil deutlich voneinander abweichen, fußen sie im Kern doch alle auf Nilus’ Ausgabe von 1911. Unterschiede lassen sich vor allem in der Kommentierung feststellen: Dass es der geheime Zweck des Baus der U-Bahnen wäre, von ihnen aus ganze Städte in die Luft sprengen zu können, erschien mehreren Herausgebern zu phantastisch; sie meinten, man müsse diese Passage metaphorisch verstehen. Von nun an wurden die Protokolle nicht mehr als religiöse Warnung vor dem Bösen der Endzeit, sondern als politische Analyse der jeweiligen Gegenwart gelesen.

### Deutschland
Die erste nichtrussische Fassung basierte auf Nilus’ zweiter Auflage von 1911. Sie wurde im Januar 1920 unter dem Titel „Die Geheimnisse der Weisen von Zion“ von Ludwig Müller von Hausen, dem Gründer und Vorsitzenden des Verbandes gegen die Überhebung des Judentums, unter dem Pseudonym Gottfried zur Beek vorgelegt, der in Berlin intensive Kontakte zu rechtsextremen russischen Emigranten pflegte. In seiner Einleitung schmückte Müller von Hausen/zur Beek die Legende, wonach die Protokolle 1897 auf dem Basler Zionistenkongress entstanden wären, aus: Angeblich habe ein „Späher“ der russischen Regierung einen jüdischen Gesandten bestochen, der die Protokolle zur angeblich jüdischen Freimaurerloge „Zur aufgehenden Morgenröte“ nach Frankfurt am Main bringen sollte, und so Gelegenheit erhalten, sie in einer Nacht abzuschreiben – daher ihr fragmentarischer Charakter. Dieser Text sei dann an Nilus gesandt worden, der sie 1901 ins Russische übersetzt und ihm, zur Beek, die alleinigen Rechte übertragen haben soll. Die Ausgabe von Müller von Hausen/zur Beek brachte es allein bis 1938 auf 22 Auflagen: Der Historiker Jacob Katz betont, dass die Protokolle nur eine von vielen antisemitischen Veröffentlichungen waren, die das Land damals überschwemmten. Dennoch zeigt ihr publizistischer Erfolg, dass in der Weimarer Republik das Bedürfnis nach einem Sündenbock für den Sturz der Monarchie und für die Niederlage im Weltkrieg angesichts der eigenen rassischen Überlegenheit, die die völkische Bewegung immer verkündet hatte, groß war. Seit 1929 erschien das Werk im Parteiverlag der NSDAP. Im Vorwort wurde gedroht, ein nationalsozialistisches Deutschland werde dem Judentum „die Rechnung präsentieren, die dann nicht mehr mit Gold zu bezahlen ist“. Außerdem bereicherte zur Beek in seiner Kommentierung das Spektrum der vermeintlichen Verschwörer um die Ernsten Bibelforscher, deren Millenarismus er als Eintreten für ein jüdisches Weltreich missdeutete.
Der spätere NSDAP-Parteiideologe Alfred Rosenberg legte 1923 einen ausführlichen Kommentar vor, in dem er die Nachkriegsentwicklung als Bestätigung der in den Protokollen geschilderten Pläne ausdeutete. Als neues Element fügte Rosenberg den medienkritischen Vorwurf ein, die Juden würden die von ihnen angeblich kontrollierte Presse etwa durch Preisausschreiben zunehmend unterhaltsam gestalten, damit ihre Leser durch so viel Zerstreuung die Fähigkeit zum selbstständigen Denken verlören. Der Kommentar wurde ein publizistischer Erfolg, er erlebte 1924, 1933, 1938 und 1941 Neuauflagen. 1927 erschien Rosenbergs Schrift „Der Weltverschwörerkongreß zu Basel“, in der er sich Nilus’ These zu eigen machte, wonach die Protokolle die geheimen Beschlüsse des Zionistenkongresses des Jahres 1897 enthielten.

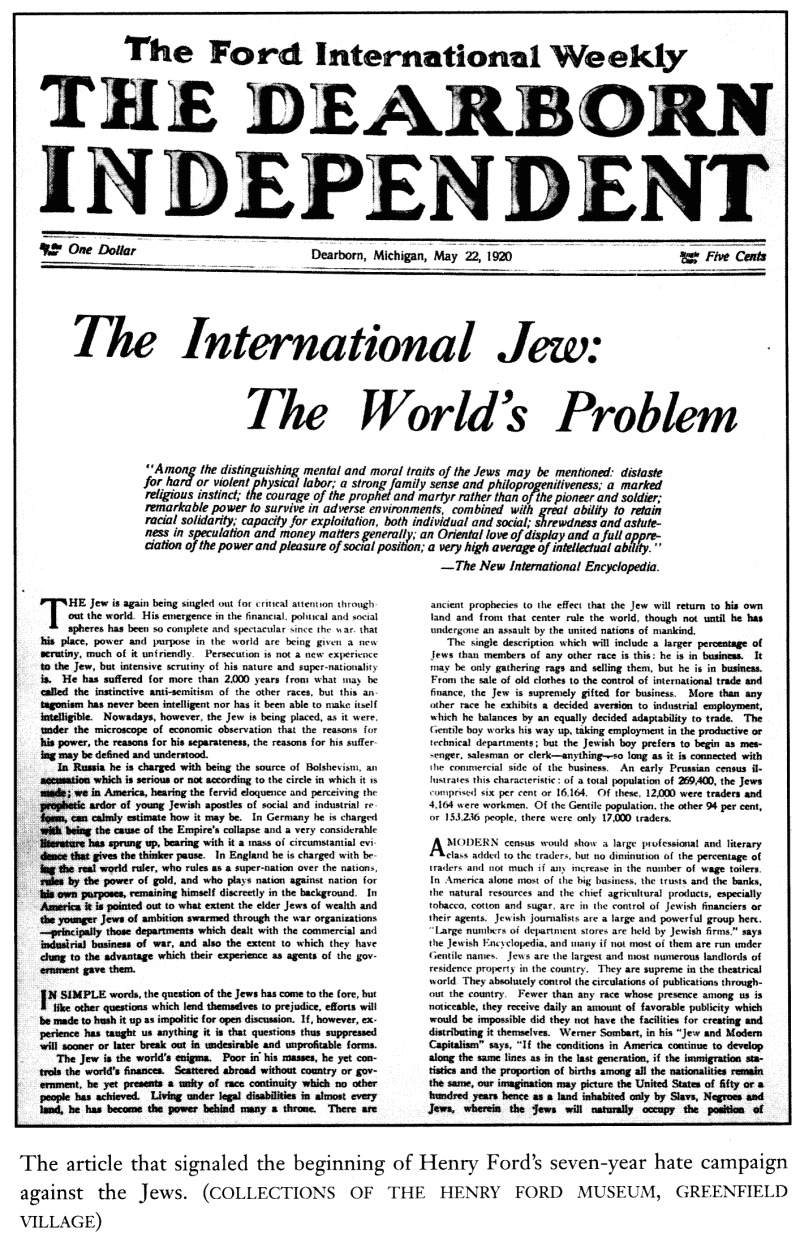
Titelseite des Dearborn Independent vom 22. Mai 1920. Mit dieser Ausgabe begann die Zeitung mit dem Abdruck und der Kommentierung der Protokolle der Weisen von Zion.

1924 brachte Theodor Fritsch unter dem Titel Die Zionistischen Protokolle. Das Programm der internationalen Geheimregierung eine dritte deutsche Version auf den Markt, diesmal als angebliche Übersetzung „aus dem Englischen nach dem im Britischen Museum befindlichen Original“. Fritsch führte im Vorwort als Argument für die Echtheit an, ein arischer Kopf könne sich ein solches System spitzbübischer Niedertracht gar nicht ausdenken, und verlangte, man müsse nun das Judentum „als die allein Schuldigen zur Rechenschaft ziehen: den geschworenen Feind der ehrenhaften Menschheit“.

### Englischsprachige Länder
Die englische Übersetzung der Protokolle unter dem Titel The Jewish Peril kam Anfang 1920 auf den britischen Markt. Die konservative Morning Post veröffentlichte im selben Jahr unter dem Titel The Cause of World Unrest eine Textsammlung zu den Protokollen, ließ aber deren Echtheit als offene Frage erscheinen. In den Vereinigten Staaten gab der Industrielle Henry Ford 1920 bis 1922 eine vierbändige Zusammenfassung mehrerer Artikel aus seiner Zeitung The Dearborn Independent unter dem Titel The International Jew: The World’s Foremost Problem (deutsch: Der internationale Jude) heraus, die den Text der Protokolle enthielt und ausführlich kommentierte. Die Publikation erreichte eine Auflage von 500.000 Stück, Übersetzungen erschienen in Deutschland, Frankreich, Norwegen, Dänemark, Polen, Bulgarien, Italien, Griechenland und erreichten schließlich auch Japan und China. Damit trug Ford, der sich seit einem Rechtsstreit 1927 von den Protokollen distanzierte, zu ihrer weltweiten Verbreitung bei.
Bereits 1942 veröffentlichte der amerikanische Russlandhistoriker John Shelton Curtiss seine Monographie zu den Protokollen, in der ihnen jeder Wahrheitsgehalt abgesprochen wurde. Mit seiner Studie befasste sich am 1. Juni 1948 der US-Senat, der die Protokolle daraufhin als „üble und schädliche Fälschung“ („rank and pernicious forgery“) bezeichnete.

### Frankreich
In Frankreich erschienen drei verschiedene Übersetzungen. Am weitesten verbreitet wurde die von Monsignore Ernest Jouin (1844–1932), einem katholischen Priester, die 1920 in der Revue Internationale des Sociétés Secrètes erschien. Zur Verbreitung der Protokolle in Frankreich trugen die monarchistische Action française sowie katholische Traditionalisten bei, die die französisch Judéo-maçonnerie bekämpfen wollten, die angeblich existierende antichristliche Verschwörung von Juden und Freimaurern. Die amerikanische Antisemitin Leslie Fry (alias Paquita Louise de Shishmareff, 1872–1970) stellte in einem Zeitungsartikel 1921 die Behauptung auf, Verfasser der Protokolle wäre in Wahrheit der kulturzionistische Publizist Ascher Ginzberg. Er habe sie um 1890 in Odessa in hebräischer Sprache für seinen Geheimbund Bnei Moshe (Söhne des Mose) verfasst. Eine französische Übersetzung des Textes sei an die Alliance Israélite Universelle, eine international tätige jüdische Kulturorganisation, und von dort 1897 zum Basler Kongress gegangen, von wo Nilus’ Abschrift stamme.

## Aufdeckung
Zweifel an der Echtheit der Protokolle kamen schon sehr früh auf. Bereits vor dem Ersten Weltkrieg ließ das russische Innenministerium eine Untersuchung anstellen, die zu dem Ergebnis kam, dass sie gefälscht seien. 1921 entlarvte der britische Historiker und Publizist Lucien Wolf die Protokolle als Plagiat der „Rede des Rabbiners“, einer Zusammenfassung der aus dem Werk Goedsches entlehnten Reden. Die Londoner Times rezensierte die Protokolle zunächst zustimmend. Auch Übersetzungen anderer britischer Zeitschriften erhielten positive Kommentare aus der Politik, so beispielsweise von Winston Churchill. Im August 1921 veröffentlichte der „Times“-Korrespondent in Istanbul Philip Graves dann eine Serie von Artikeln, in denen er erstmals nachwies, dass die Protokolle ein Plagiat darstellten: Sie waren über weite Strecken von Jolys Buch aus dem Jahre 1864 abgeschrieben, und das auch noch auf eine ungeschickte und leicht zu durchschauende Weise. Wie Graves schrieb, habe ein russischer Monarchist namens Michail Raslowlew, selbst ein Antisemit, ihn auf die Ähnlichkeiten hingewiesen und ihm Jolys Buch zum Kauf angeboten. Damit war bewiesen, dass es sich um eine Fälschung handelte – Fälschung nicht in dem Sinne, dass ein real existierendes Dokument verfälscht worden wäre, denn ein solches Dokument hatte es ja nie gegeben. Graves wies vielmehr nach, dass der gesamte Text ein böswilliges Phantasieprodukt war. Seiner Meinung nach sollten damit die Juden und namentlich die Bundisten wegen ihrer angeblichen Rolle in der Russischen Revolution von 1905 verleumdet werden. Der österreichische Journalist Binjamin Segel veröffentlichte 1924 eine „Erledigung“ des Glaubens an die Echtheit der Protokolle. Er warnte im Vorwort davor, die Dummheit und Leichtgläubigkeit auch gebildeter Menschen zu unterschätzen, und trug alle Argumente zusammen, die auf eine Fälschung hindeuteten. Auch weil sein Buch in einem jüdischen Verlag erschien, hatte es kaum Wirkung, da es von Antisemiten als interessensgeleitete Schadensbegrenzung abgetan wurde.
Größere Publizität erlangte die mangelnde Authentizität der Protokolle im Berner Prozess, der von November 1933 bis Oktober 1934 und von April bis Mai 1935 vor dem Obergericht des Kantons Bern geführt wurde. Darin ging es um eine Strafanzeige, die der Schweizerische Israelitische Gemeindebund und die Israelitische Kultusgemeinde Bern am 26. Juni 1933 gegen fünf Mitglieder der Nationalsozialistischen Eidgenössischen Arbeiterpartei bzw. der Nationalen Front erstattet hatten. Die Beklagten hatten antisemitisches Propagandamaterial verbreitet, darunter auch die Protokolle der Weisen von Zion in der fritschschen Ausgabe. Den Klägern ging es nicht zuletzt um einen gerichtsfesten Nachweis, dass die Protokolle eine Fälschung waren. Das Verfahren zog sich hin, unter anderem weil beide Seiten Gutachter aus dem Ausland hinzuzogen. Mehrere Teilnehmer und Beobachter des Ersten Zionistischen Weltkongresses 1897 sagten aus, dass es dort einzig um die Schaffung einer gesicherten Heimstätte für Juden in Palästina gegangen war und alle Beratungen öffentlich stattgefunden hatten. Irgendwelche Geheimprotokolle konnte es daher nicht geben. Die Kläger versuchten vor allem, „alles auf die russische Fährte zu schieben“, wie ihr Anwalt Boris Lifschitz sich ausdrückte. Tatsächlich erarbeiteten sie eine Entstehungsgeschichte der Protokolle, wonach sie um 1903 in Paris von Mitarbeitern des russischen Geheimdienstes abgefasst worden seien. Diese Version sollte die Forschung für Jahrzehnte bestimmen und wird erst seit jüngerer Zeit angezweifelt.
Der deutsche Sachverständige, der Nationalsozialist Ulrich Fleischhauer (1876–1960), erklärte daraufhin Nilus’ Herkunftslegende kurzerhand für irrig und behauptete, parallel zum Zionistenkongress habe im August 1897 ein „Kongress des Ordens B’nai B’rith und jüdischer Hochgradlogen“ stattgefunden, auf dem die Protokolle beschlossen worden seien. Das Gericht ließ sich von dieser unbewiesenen Behauptung nicht täuschen und stellte am 14. Mai 1935 in seiner Urteilsbegründung fest:

„Irgend ein Beweis dafür, dass die sog. Protokolle, wie sie in der Broschüre Fritschs enthalten sind, irgendwo und irgendwann von einem oder mehreren Juden im Auftrag einer geheimen jüdischen Weltregierung ausgearbeitet, vorgetragen, beraten worden sind, ist nicht erbracht worden.“

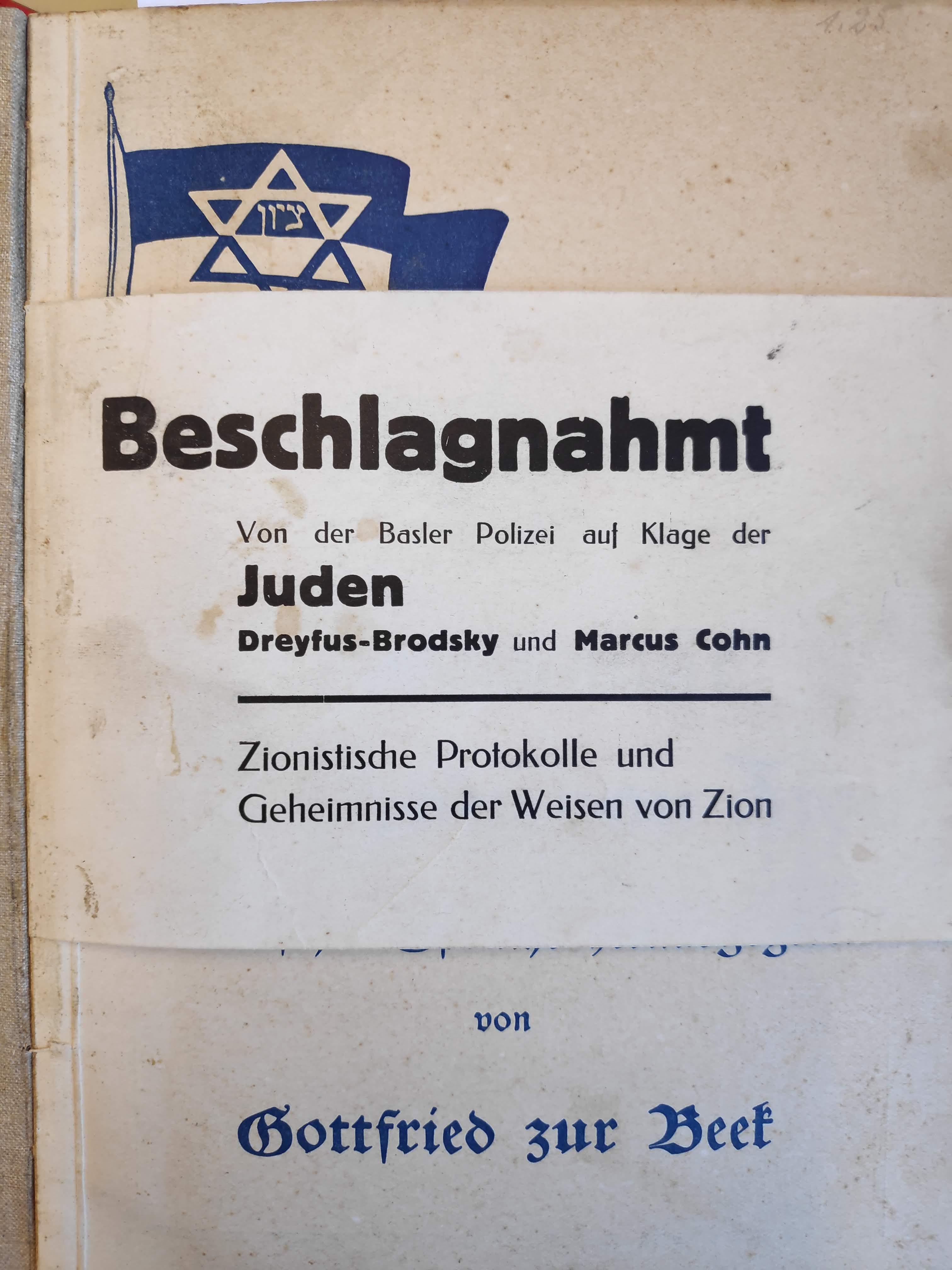
Protokolle von Zion, „Beschlagnahmt von der Basler Polizei auf Klage der Juden Dreyfus-Brodsky und Marcus Cohn“, 1933, in der Sammlung des Jüdischen Museums der Schweiz.

Die Protokolle seien ein Plagiat von Joly und zudem Schundliteratur. Daher verurteilte es zwei der Angeklagten in erster Instanz wegen Verstoßes gegen Artikel 14 des Gesetzes über das Lichtspielwesen und Massnahmen gegen die Schundliteratur zu symbolischen Geldstrafen und einer teilweisen Übernahme der Gerichtskosten. In einem Berufungsverfahren wurde das Urteil im November 1937 vom Berner Obergericht aufgehoben, weil der Begriff Schundliteratur auf politische Literatur nicht anwendbar sei, der die Komponente der Unzucht fehle. Die Tatsache, dass die Protokolle ein Phantasieprodukt sind, zog das Gericht aber nicht in Zweifel, die Zahlung von Schadenersatz wurde den Beklagten mit der Begründung verweigert: „Wer aber solche Hetzartikel gemeinster Sorte in Verkehr bringt, muss die ihm daraus entstehenden Kosten selber tragen.“
Ein ähnlicher Prozess fand in Basel 1933 statt. Die Schweizer Frontisten Alfred Zander und Eduard Rüegsegger verbreiteten die Protokolle (herausgegeben von dem Deutschen Gottfried zur Beek) in der Schweiz. Der jüdische Anwalt Oscar Meyer reichte am 21. Juni 1933 beim Basler Strafgericht eine „Ehrbeleidigungsklage“ ein, im Auftrag Jules Dreyfus-Brodskys, Präsident der Israelitischen Gemeinde Basel und des SIG, Dr. Marcus Cohns, Präsident des Schweizerischen Zionistenverbandes sowie Dr. Marcus Ehrenpreis’, Oberrabbiner von Stockholm.
Die Aufdeckung der Fälschung durch Graves wie auch das Berner Urteil blieben weitgehend folgenlos. Zur Beek, Rosenberg und andere Anhänger der Protokolle behaupteten nun einfach, Joly wäre ein Jude gewesen und hätte in Wahrheit „Moïse Joël“ geheißen. Insofern widerlege seine Satire aus dem Jahr 1864 die Authentizität der Protokolle nicht, sondern bestärke sie. Dass im Dialogue aux enfers von den Juden überhaupt keine Rede war, sondern es einzig um Napoleon III. ging, focht sie dabei nicht an. Fleischhauers Gutachten, dem das Gericht keinen Glauben geschenkt hatte, wurde publiziert und diente fortan als weiterer Beleg für die Echtheit der Protokolle. In der Folgezeit fanden seine Mitarbeiter in der nationalsozialistischen Zeitschrift Welt-Dienst immer neue Parallelen zwischen den Werken Jolys und Herzls und führten sie als Bestätigung ihrer ursprünglichen Überzeugungen an. Antisemiten wie Jean Drault und Herman de Vries de Heekelingen sahen in den textlichen Parallelen zu Werken berühmter Romanautoren den Beweis nicht für die Fiktionalität der Protokolle, sondern für die weltweite jüdische Verschwörung, an die sie glaubten und deren Teil die Protokolle seien.

## Rezeption

### Weiße Armee
Verschiedentlich wird angegeben, die Protokolle seien während des Russischen Bürgerkriegs von der Weißen Armee rezipiert worden und somit die Ursache für die blutigen Pogrome, die zwischen 1918 und 1921 etwa 60.000 russischen Juden das Leben kosteten. Der Antisemitismusforscher Richard S. Levy bezweifelt dies, da die weißen Soldaten zum größten Teil Analphabeten waren: Nicht nur, dass sie den Text nicht lesen konnten, sein elaborierter Inhalt über die Ursachen der Französischen Revolution, über geheime Verbindungen zwischen Juden und Freimaurern usw. ging auch an ihrem Horizont und ihren Interessen vorbei. Die Morde seien eher auf Mordlust und Gier als auf einen ideologisch gefestigten Antisemitismus zurückzuführen, die Protokolle der Weisen von Zion hätten dabei keine Rolle gespielt.

### Völkische Bewegung
Konstantin von Gebsattel, der geheime Oberleiter des Deutschvölkischen Schutz- und Trutzbundes, dem die Protokolle bereits Anfang März 1919 vorlagen, äußerte sich zu ihnen in einem Brief an Heinrich Claß: „Ob es eine Fälschung ist oder nicht – jedenfalls entspricht es der Wirklichkeit.“ Mit der Wirkung der Protokolle werden Morde und Mordanschläge in der Weimarer Republik in Zusammenhang gebracht. So wurde 1922 in Berlin ein Attentat auf den wichtigsten Führer der russischen Emigranten, den Historiker Pawel Nikolajewitsch Miljukow, ausgeübt. Einer der Täter, Fjodor Winberg, hatte die Protokolle 1918 nach Deutschland gebracht und in seiner in Berlin erscheinenden Zeitschrift Луч света (Lutsch Sweta – „Lichtstrahl“) veröffentlicht. Spektakulärer war am 24. Juni 1922 der Mord am deutschen Außenminister Walther Rathenau, der sich zuvor wegen seiner jüdischen Abstammung einer beispiellosen antisemitischen Hetzkampagne ausgesetzt gesehen hatte. Seine Aussage, wonach die Geschicke der Welt von etwa 300 mächtigen Männern geleitet würden – Rathenau dachte dabei an Unternehmer, Bankiers usw. – war von Müller von Hausen/zur Beek aufgegriffen und zu der Denunziation umgedeutet worden, Rathenau selber wäre einer der „300 Weisen von Zion“, die mit ihm an die Macht gelangt seien. Auf diese Annahme berief sich der rechtsradikale Student Ernst Werner Techow, der den Wagen der Attentäter gesteuert hatte, bei seiner Verteidigung vor Gericht.
1921 wurde der deutschvölkische Journalist Ernst Graf zu Reventlow von Ascher Ginzberg verklagt, weil er verbreitet hatte, dieser wäre der Verfasser der Protokolle. 1923 musste Reventlow seine Behauptung zurücknehmen.

### Nationalsozialismus
Die NSDAP stützte sich in ihrer Propaganda stark auf die Protokolle und verbreitete deren „aufsehenerregende Enthüllungen“ ab 1921 in auflagenstarken Flugblättern. Der nationalsozialistische Theoretiker Gottfried Feder verfasste seine 1923 erschienene Schrift Der Deutsche Staat auf nationaler und sozialer Grundlage, zu der Hitler ein Geleitwort beisteuerte, ausdrücklich als Gegenschrift gegen die Protokolle der Weisen von Zion. In einer seiner ersten veröffentlichten Äußerungen, dem von seinem Freund Dietrich Eckart herausgegebenen „Zwiegespräch zwischen Adolf Hitler und mir“, beschreibt Hitler eine „jüdische prophetische Landkarte“ – offensichtlich die in der Ausgabe zur Beeks, die die jüdische Umklammerung Deutschlands illustrieren sollte. In Mein Kampf bezog er sich an einer Stelle auf die Protokolle und führte die Tatsache, dass die angeblich jüdisch dominierte Frankfurter Zeitung sie für gefälscht erkläre, als Beweis für ihre Echtheit an. Die sei aber letztlich unerheblich: 

„Was viele Juden unbewußt tun mögen, ist hier bewußt klargelegt. […] Es ist ganz gleich, aus wessen Judenkopf diese Enthüllungen stammen, maßgebend aber ist, daß sie mit geradezu grauenerregender Sicherheit das Wesen und die Tätigkeit des Judenvolkes aufdecken und in ihren inneren Zusammenhängen sowie den letzten Schlußzielen darlegen.“

 In Hitlers Privatbibliothek befand sich kein Exemplar der Protokolle, er besaß jedoch das Buch Der internationale Jude, die 1922 erschienene Übersetzung von Henry Fords The International Jew, das den Text enthielt.  In seinen späteren Reden kam Hitler nur noch selten explizit auf die Protokolle zurück. 1927 veröffentlichte sein Freund Hermann Esser die Schrift Die jüdische Weltpest, die in der Zeit des Nationalsozialismus mehrere Neuauflagen erlebte. Darin zitierte er ausführlich aus den Protokollen, die wie der Talmud angeblich Menschenhass, Verworfenheit, Raubgier, Despotismus, Enteignungskoller und zahlreiche andere negative Eigenschaften der Juden beweisen würden. Es gebe daher „nur eine angemessene Strafe für das Judentum: massenhafte Ausrottung“.
Am 13. Oktober 1934 verfügte Erziehungsminister Bernhard Rust, dass Rosenbergs Schrift Die Protokolle der Weisen von Zion und die jüdische Weltpolitik von 1923 im Schulunterricht zur „Judenfrage“ thematisiert werden solle. 1936 veröffentlichte Eugen Freiherr Engelhardt das Werk Jüdische Weltmachtpläne, das mehrere Auflagen erlebte. Darin verband er die Protokolle wieder stärker mit dem antimasonischen Diskurs und konstruierte Verbindungen zum Illuminatenorden, einer deutschen radikalaufklärerischen Geheimgesellschaft, die 1785 aufgelöst worden war. Seit den Veröffentlichungen Augustin Barruels 1797/1798 wurden sie von Verschwörungstheoretikern für die Französische Revolution und allen anderen Revolutionen weltweit verantwortlich gemacht. Engelhardt behauptete nun, dass die Illuminaten ihrerseits nur Werkzeuge der „Weisen von Zion“ gewesen seien, und führte alle möglichen Autoritäten an, um die Echtheit der Protokolle zu beweisen. 1937 wurden die Protokolle im parteioffiziellen Schulungsbrief, der monatlich in einer Auflage von 1,5 Millionen Exemplaren erschien, dringlich zur Lektüre empfohlen. Auch Julius Streicher pries sie in seinem Propagandablatt Der Stürmer, das von 1933 bis 1941 neunzehn Titelgeschichten mit Bezug auf die Protokolle der Weisen von Zion herausbrachte. Bis 1939 wurden die Protokolle im nationalsozialistischen Deutschland in großen Auflagenzahlen immer wieder aufgelegt. In den Anweisungen der Reichspropagandaleitung der NSDAP und des Reichsministeriums für Volksaufklärung und Propaganda wurden sie dagegen nur selten erwähnt.
Nach 1939 folgten keine weiteren Auflagen, die öffentlichen Zitationen gingen zurück. Zwar enthalten die Protokolle die Ankündigung, „wenn ein nichtjüdischer Staat es wagt, uns Widerstand zu leisten“, werde man notfalls „den Weltkrieg entfesseln“. Doch die NS-Propaganda machte von der Gelegenheit, damit den Ausbruch des Zweiten Weltkriegs zu erklären, keinen Gebrauch. Der amerikanische Kommunikationswissenschaftler Randall L. Bytwerk führt dies auf die umstrittene Authentizität der Protokolle und den ihrer Entstehungszeit geschuldeten Mangel an Plausibilität zurück, da als Bedrohung von Städten nicht etwa der Bombenkrieg, sondern Sprengstoff in U-Bahn-Schächten genannt wird und als Helfershelfer der Juden die Freimaurer statt der Bolschewiki. Daher hätten sich die Nationalsozialisten, um die jüdische Weltverschwörung gegen Deutschland plausibel zu machen, an die sie durchaus glaubten, zumeist auf andere Quellen gestützt wie etwa den Kaufman-Plan von 1941. Michael Hagemeister dagegen nimmt als Grund für die seltenere propagandistische Verwendung die Sorge der Nationalsozialisten an, dass ein Vergleich zwischen ihren und den Herrschaftsmethoden der angeblichen Weltverschwörer allzu deutliche Parallelen ergeben könnte.
Ob die Nationalsozialisten selbst an die Authentizität der Protokolle glaubten, ist in der Forschung umstritten. Am 10. April 1924 notierte Goebbels in sein Tagebuch, er halte die Protokolle für eine Fälschung, nicht etwa weil die darin geschilderten Aspirationen der Juden zu utopisch oder fantastisch wären – im Gegenteil: Goebbels meinte, sie wären durch die Realität bestätigt –, sondern weil die Juden zu schlau wären, diesen wichtigen Text nicht geheim zu halten. Er glaube daher „an die innere, aber nicht an die faktische Wahrheit der Protokolle“. Am 13. Mai 1943 notierte er, sie seien weiterhin aktuell und sehr brauchbar für die Propaganda, ließ aber die Frage offen, ob sie echt oder „von einem genialen Zeitkritiker erfunden“ seien. Er unterhielt sich darüber mit Hitler, der sich von ihrer „absoluten Echtheit“ überzeugt zeigte und meinte, dass sie das immer gleiche Wesen der Juden, bedingt durch ihren „Rasseninstinkt“, zeigen würden. Es bleibe „also den modernen Völkern nichts anderes übrig, als die Juden auszurotten.“ Der amerikanische Politikwissenschaftler Daniel Pipes ist davon überzeugt, dass Hitler, wenn auch nicht in allen Einzelheiten, so doch in großen Zügen von den Verschwörungstheorien überzeugt war, „nach denen [er] politisch handelte und unter deren entsetzlicher Konsequenz die Welt zu leiden hatte.“ Auch der deutsche Historiker Peter Longerich glaubt, dass Hitler von der Authentizität der Protokolle überzeugt gewesen sei. Norman Cohn sieht in ihm sowohl einen zynischen Taktiker der Macht, der jedwede Überzeugung in seine Propaganda einband, wenn sie nur seiner Macht diente, als auch den „Getriebenen, der besessen war von Fantasien über die jüdische Weltverschwörung“. Was von beiden in Hitler gerade aktiv präsent gewesen sei, lasse sich nicht unterscheiden. Der amerikanische Publizist Walter Laqueur dagegen glaubt, dass die nationalsozialistische Führung von Hass und Verachtung gegenüber dem Judentum motiviert war, nicht aber durch Furcht vor einer Verschwörung, wie sie die Protokolle ausmalen. Der deutsche Historiker Johannes Rogalla von Bieberstein belegt, dass Zweifel an der Echtheit der Protokolle im Judenreferat des Reichssicherheitshauptamts verbreitet waren. Adolf Eichmann selbst gab 1961 im Eichmann-Prozess in Israel an, er habe die Protokolle nie gelesen, und bezeichnete die „Weisen von Zion“ als „Märchen“. Randall L. Bytwerk glaubt, die Nationalsozialisten hätten die Protokolle in ihrer Propaganda rein aus Nützlichkeitserwägungen verwendet, ohne selbst zu glauben, dass sie echt seien. Von ihrer „inneren Wahrheit“ seien sie aber überzeugt gewesen. Noch heute sei es eine gängige Strategie verschwörungstheoretischer Rhetorik, massive Datenmengen auch aus zweifelhaften Quellen anzuhäufen, sodass deren schiere Masse bei unkritischen Lesern zu der Annahme führe, wenigstens etwas davon müsse wohl wahr sein.

### Anti-illuminatische und esoterische Verschwörungstheorien
Die englische Publizistin Nesta Webster nahm in ihrem 1924 erschienenen Werk Secret Societies and Subversive Movements („Geheimgesellschaften und subversive Bewegungen“) fünf Verschwörergruppen an: die illuminatische Freimaurerei, die Theosophie, den Pangermanismus, die internationale Finanz und den Sozialismus. Alle würden unter starkem jüdischen Einfluss stehen. Als Beweis druckte Webster die Protokolle im Anhang ab, von denen sie behauptete, sie stammten aus einem „internationalen Kreis von Weltrevolutionären, die im Einklang mit den Illuminaten arbeiten“.
Die Annahme, die „Weisen von Zion“ stünden in Verbindung zu den Illuminaten, ist bis in die Gegenwart unter Verschwörungstheoretikern verbreitet: Der kanadische Autor William Guy Carr spann den Gedanken 1957 in seinem Buch The Red Fog Over America (übersetzt etwa: „Der rote Nebel über Amerika“) fort und behauptete, Nilus habe, indem er die Juden als Weltverschwörer bezeichnete und so den Verdacht von den Illuminaten ablenkte, diesen direkt in die Hände gespielt. Ähnliches behauptet Milton William Cooper in seinem 1991 erschienenen Buch Behold a Pale Horse, in dem er den vollständigen Text der Protokolle wiedergibt, aber darauf hinweist, man müsse das Wort „Juden“ jedes Mal durch „Illuminaten“ ersetzen.
In dem 1982 erschienenen Bestseller Der Heilige Gral und seine Erben deuten die Autoren Henry Lincoln, Michael Baigent und Richard Leigh die Protokolle esoterisch um: Ihrer Ansicht nach geht es um eine jahrhundertealte Verschwörung mit dem Ziel, die Merowinger zurück an die Macht zu bringen, für die sie eine direkte Abstammung von Jesus von Nazareth konstruieren. Auch sei gar nicht Zion gemeint, sondern die 1956 gegründete, angeblich viel ältere Prieuré de Sion.
In dem 1995 erschienenen Werk Geheimgesellschaften und ihre Macht im 20. Jahrhundert verbreitete der deutsche Autor Jan Udo Holey unter seinem Pseudonym Jan van Helsing ebenfalls die Protokolle in esoterisch-okkultistischer Interpretation. Daneben listete er nahezu alle vermeintlichen Übeltäter aus rechtsextremistischen Verschwörungstheorien wieder auf: die Illuminaten, Freimaurer, Außerirdische u. a. In dieser geschichtsrevisionistischen Darstellung erscheint Hitler als Marionette der „Weisen von Zion“. Juden seien somit am Holocaust selbst schuld. Das Werk wurde 1996 staatsanwaltlich beschlagnahmt. Ebenso führt der esoterische Autor Stefan Erdmann die Protokolle als Beleg für eine angestrebte „Neue Weltordnung“ an und behauptet in seinem 2005 in Holeys Verlag erschienenen Buch Geheimakte Bundeslade. Das größte Geheimnis der Menschheit, sie seien „unzweifelhaft“ „bereits zu großen Teilen umgesetzt“. In Großbritannien vertritt der ehemalige Sportreporter David Icke ähnliche esoterische Verschwörungstheorien, die in der Annahme kulminieren, hinter den „Weisen von Zion“ steckten reptiloide Außerirdische, die sich von Menschenfleisch ernähren würden. Ob die Protokolle von jüdischen Mitgliedern dieser Weltverschwörung oder zu dem Zweck verfasst worden seien, die Juden zu Unrecht zu beschuldigen, spiele keine Rolle. Auch der Schweizer Sektenführer und Rechtsesoteriker Ivo Sasek beruft sich auf die Protokolle.

### Heutiges Westeuropa und Nordamerika
Seit dem Ende des Zweiten Weltkrieges sind die Protokolle in West- und Mitteleuropa weitgehend aus dem öffentlichen Blickfeld verschwunden. Nur noch wenige Verschwörungstheoretiker und Antisemiten berufen sich auf die Protokolle, wie etwa Horst Mahler. In Deutschland wird ihre Verbreitung als Volksverhetzung strafrechtlich verfolgt. Zuletzt wurde im Jahr 2015 ein Organisator einer „Friedensparty“ in Koblenz zu einer Geldbuße verurteilt und verwarnt, weil er die Protokolle öffentlich zur Lektüre empfohlen hatte. Die Bundesprüfstelle schätzt sie als jugendgefährdend ein und indiziert Medien wie Webseiten oder CDs, die sich positiv auf sie beziehen. Gleichwohl ist der Text in einer 1998 im Wallstein Verlag erschienenen wissenschaftlichen Ausgabe sowie auf zahlreichen Webseiten des Internets leicht greifbar.
Der wegen seiner Holocaustleugnung bekannte Bischof der Piusbruderschaft Richard Williamson empfahl im Jahr 2000 allen, „welche die Wahrheit erfahren wollen“, die Lektüre der Protokolle. Ähnliches vertritt der rechtsextreme sedisvakantistisch-katholische Theologe Johannes Rothkranz in seinem Buch Die Protokolle der Weisen von Zion – erfüllt!. Der spätere baden-württembergische Landtagsabgeordnete Wolfgang Gedeon (AfD) bezog sich in zwei Schriften 2009 und 2012 zustimmend auf die Protokolle.
Im Januar 2021 begann die rechtsextreme Partei National Orientierter Schweizer (PNOS), die Protokolle in ihrem Parteimagazin „Harus“ abzudrucken. Der Schweizerische Israelitische Gemeindebund (SIG) reichte daraufhin eine Strafanzeige ein wegen Aufrufs zu Hass und Verbreitung antisemitischer Ideologien.
In den Vereinigten Staaten sorgten in den 1970er Jahren die rechtsextremen Gruppierungen National States’ Rights Party und California Noontide Press für den Vertrieb der Verschwörungstheorie. Von Vertretern der rechtsextremen Milizen werden sie heute ebenso propagiert wie von Anhängern der Nation of Islam. Wal-Mart, das umsatzstärkste Unternehmen der Welt, vertrieb die Protokolle in den Vereinigten Staaten bis ins Jahr 2004. Auch in Kanada waren sie nach 1945 erhältlich.

### Sowjetunion und postsowjetisches Russland
Bereits zu Zeiten der Sowjetunion wurden Gerüchte einer jüdischen Weltverschwörung verbreitet. Nach dem Sechstagekrieg 1967 wurde staatlicherseits eine Propagandakampagne gestartet, die den Zionismus als weltweite Bedrohung beschrieb und sich in verschwörungstheoretischen Diskursbahnen bewegte. Der Zionismusforscher Juri Iwanow veröffentlichte 1969 ein Werk Осторожно: сионизм! („Vorsicht: Zionismus!“), das im Wesentlichen den Grundlinien der Protokolle folgte. In den siebziger Jahren warnten führende Politiker der Sowjetunion wiederholt vor einer jüdisch-freimaurerischen Verschwörung, als deren Anführer die Dissidenten Alexander Solschenizyn und Andrei Sacharow sowie die Menschenrechtsorganisation Amnesty International hingestellt wurden.
Nach dem Zerfall der Sowjetunion verbreitete die radikalnationalistische Organisation Pamjat in den 1990er Jahren Text und Ideen der Protokolle der Weisen von Zion. Noch heute wird in Russland das Andenken an Sergej Nilus gepflegt, er gilt in kirchlichen und patriotischen Kreisen als Kultfigur. Seine Bücher, vor allem jene, die die Protokolle enthalten, finden breite Käuferschichten. In einer Anthologie apokalyptischer und antisemitischer Schriften mit dem Titel Россия перед вторым пришествием (dt.: „Russland vor der zweiten Ankunft“), die von Auflage zu Auflage erweitert wird und mittlerweile zweibändig erscheint, sind auch die Protokolle der Weisen von Zion zu finden. Die Startauflage betrug 1993 100.000 Stück, das Buch ist ein Bestseller und wird auch in Raubdrucken verbreitet; ein russisches Gericht bezeichnete die Herausgabe als Antisemitismus. Auch in der bildenden Kunst werden die Protokolle und ihre Symbolsprache verwendet und als bekannt vorausgesetzt: Der populäre Maler Ilja Glasunow stellt in seinem 1990 entstandenen Monumentalgemälde „Das große Experiment“ die blutige Geschichte Russlands im 20. Jahrhundert dar; exakt in den Mittelpunkt des Bildes, zwischen die Köpfe von Marx, Lenin und Stalin, platziert er das mit kabbalistischen Zeichen geschmückte Pentagramm, wie es auch auf Nilus’ Ausgabe aus dem Jahr 1911 zu sehen ist. Damit deutet er an, dass Marx und die Bolschewiki Agenten einer jüdischen Verschwörung seien.

### Arabische Welt und Islam
Die Protokolle sind heute überall in der arabischen Welt populär. Dies gilt nicht nur für islamistische Kreise: Auch im akademisch gebildeten Milieu und unter politisch gemäßigten Arabern ist die Vorstellung einer jüdischen Weltverschwörung weit verbreitet. Dabei war die Vorstellung, Juden könnten eine Bedrohung darstellen oder gar die Weltherrschaft an sich reißen wollen, dem islamischen Denken bis ins 20. Jahrhundert hinein fremd. Stattdessen dominierte das Stereotyp des armen, feigen und verächtlichen Juden. Zwar wurden 1921, 1926 und 1927 oder 1928 von christlichen Arabern Übersetzungen der Protokolle ins Arabische angefertigt, die jedoch keine breite Wirkung fanden.
Erst seit Beginn des Palästina-Konflikts gibt es eine nennenswerte muslimische Rezeption der Protokolle. Nachdem es 1929 zu blutigen Unruhen zwischen Juden und Muslimen in Jerusalem, Hebron und Safed gekommen war, versuchte Mohammed Amin al-Husseini, der Großmufti von Jerusalem, anhand der Protokolle nachzuweisen, dass Juden die Anstifter gewesen seien. 1938 wurde auf einer von den Muslimbrüdern veranstalteten Islamischen Parlamentarierkonferenz zugunsten Palästinas arabische Übersetzungen der Protokolle und von Hitlers Mein Kampf verteilt, womit die Karriere dieser Schriften im islamisch geprägten Raum begann. Nach der traumatisierenden Niederlage der arabischen Staaten im Israelischen Unabhängigkeitskrieg 1948 und der damit einhergehenden Flucht und Vertreibung der Palästinenser nahmen antisemitische Äußerungen und Verschwörungstheorien in der islamischen Welt deutlich zu. Seitdem entfalten die Protokolle der Weisen von Zion in der arabischen und islamischen Welt ihre größte Wirkung: Sie gelten als wichtige Informationsquelle zum Zionismus und zum Judentum, sie werden von großen Verlagshäusern ediert, prominente Politiker, Intellektuelle und religiöse Führer aller Weltanschauungen stützen sich auf sie. So behauptet der libanesische Dichter Said Akl (1911/1912–2014), ein maronitischer Christ, seit der Veröffentlichung der Protokolle sei klar, dass Israel nicht nur eine militärische, sondern eine „kulturelle und metaphysische Gefahr“ darstelle.
Verbreitet ist der Eindruck, vom Westen kulturell, technisch, wirtschaftlich und politisch gedemütigt und unterdrückt zu werden: Die Kreuzzüge werden hier als Beginn einer Tradition gesehen, die über den Imperialismus und Kolonialismus des 19. und 20. Jahrhunderts bis zur Gründung des Staates Israel im Jahr 1948 und dem seitdem schwelenden Nahostkonflikt reicht. Die zahlreichen Niederlagen, die die arabische Welt gegenüber dem Westen und dem westlich geprägten Israel hat hinnehmen müssen, führen zu Gefühlen der Ohnmacht und der Wut, die wiederum in Verschwörungsphantasien einen Ausdruck finden: Als Ursache erscheinen nicht etwa Rückstände in der Modernisierung der arabischen Länder oder mangelnde Einigkeit zwischen ihnen, sondern das böse, konspirative Wirken eines einzigen übermächtigen Gegners: das Judentum. Die idealtypische Ausformulierung dieses Verschwörungsdiskurses stellen die Protokolle dar.
1951 legte der ägyptische Journalist Muhammad Halifa at-Tunisi die erste arabische Übersetzung der Protokolle vor, die von einem Muslim stammt. In seinem Vorwort betont at-Tunisi, er warne vor den Juden nicht nur wegen des Konflikts mit Israel: „Selbst wenn sie aus unseren Ländern vertrieben würden an irgendeinen Flecken der Welt, denn wo immer sie waren, waren sie Feinde der Menschheit.“ Der liberale ägyptische Schriftsteller ʿAbbās al-ʿAqqād (1889–1964) steuerte ein weiteres Vorwort bei. Weitere arabische Übersetzungen erschienen 1951, 1957, 1961, 1964, 1968 – hier fungierte Shawqi Abd al-Nasir, der Bruder Gamal Abdel Nassers, des ägyptischen Staatspräsidenten als Herausgeber – und 1969. In den 1980er Jahren sollen weltweit neun arabische Übersetzungen in immer neuen Auflagen im Umlauf gewesen sein. Damit wäre Arabisch die Sprache, in die die Protokolle am häufigsten übersetzt wurden. Die meisten dieser Ausgaben enthalten nicht nur den Text der Protokolle, sondern bestehen zum größten Teil aus Vorworten älterer Ausgaben und pseudowissenschaftliche Artikeln von so genannten Experten. Die Tatsache, dass die Protokolle eine Fälschung sind, wird dabei gelegentlich rezipiert, ohne dass dies jedoch an der Überzeugung, es gäbe eine reale jüdische Weltverschwörung, etwas ändern würde. at-Tunisi etwa zeigte sich sicher, dass der Fälscher ein Jude gewesen sein, mindestens aber unter jüdischem Einfluss gestanden haben müsse. Als Beleg führt er an, dass die russische Ausgabe Protokolle nach der Oktoberrevolution von den Bolschewiki beschlagnahmt wurde, die zum überwiegenden Teil Juden oder deren Handlanger gewesen seien. Und el-Akkad behauptete, es sei eine über jeden Zweifel erhabene Tatsache, dass „die Geheimregierung existiert – mit oder ohne die Protokolle“. Auch das ägyptische Ministerium für nationale Führung bezweifelte in der Einleitung der Übersetzung, die es 1956 herausgab, dass die Protokolle vom Basler Zionistenkongress 1897 stammen. Die angebliche Übereinstimmung mit verschiedenen jüdischen Dokumenten wie dem Talmud und mit der aktuellen jüdischen Politik beweise aber ihre Echtheit. Für diese Behauptung stützte sich der anonyme Herausgeber auf Rosenbergs Kommentierung. Präsident Nasser berief sich in einem Interview auf die Protokolle. Auch andere hochrangige arabische Politiker bezogen sich positiv auf die Protokolle, etwa König Faisal von Saudi-Arabien, der irakische Präsident Abd as-Salam Arif oder der libysche Diktator Muammar al-Gaddafi. 1978 wurden sie ins Persische übersetzt und in den folgenden Jahrzehnten von staatlichen Stellen im Iran immer wieder neu herausgegeben, mitunter mit geänderten Titeln wie Protokolle der jüdischen Führer zur Erleuchtung der Welt.
Von dem Palästinenser Muhsen al-Antabawi stammt die Schrift Warum wir jeden Frieden mit den Juden ablehnen; sie ist im arabischen Raum weit verbreitet. Darin ist die Rede vom „Juden“ (jahud) schlechthin, es wird nicht zwischen Juden und Israelis differenziert. Al-Antabawi propagiert zur Lösung des Palästinaproblems eine „Kombination von Koran und Gewehr“; Frieden mit Israel widerspreche der Scharia. Er bedient sich ausführlich antisemitischer Klischees, um nachzuweisen, warum es mit den Juden weder Frieden noch Versöhnung geben könne. Dabei bezieht er sich explizit auch auf die Protokolle der Weisen von Zion: „Die Juden planen die Beherrschung der Welt und deshalb zerstören sie die Moral und bemächtigen sich der Wirtschaft der einflussreichen Länder und der Medien.“
In den islamistischen Diskurs ließ sich die Verschwörungstheorie der Protokolle ebenfalls problemlos einpassen. Der Vordenker der Muslimbrüder, Sayyid Qutb, orientierte sich in seinem antisemitischen Essay Unser Kampf mit den Juden aus dem Jahr 1950, in dem er die Juden als ewige Widersacher der Muslime seit den Tagen des Propheten darstellt, über weite Strecken am Textaufbau der Protokolle und zitiert sie mehrmals im Wortlaut. Muhammad Sayyid Tantawi, Scheich der Azhar von 1996 bis 2010, begründete in seiner Dissertation von 1966 seine ganz ähnlichen Thesen, die Juden wären seit je Feinde der Muslime gewesen, mit Zitaten aus den Protokollen. 2011 berief sich der Oberste Rechtsgelehrte des Iran, Ali Chamene’i, auf die Protokolle, als er sagte, dass „das Abartige und Primitive“, das in den führenden meinungsbildenden Medien dieser Welt zu finden sei, mit den in den Protokollen formulierten Zielen auf einer Linie liege. Die islamistische Webseite Radio Islam nutzt seit 1996 die Protokolle als Waffe in ihrem Kampf gegen Juden und Zionisten. Die Hamas beruft sich in ihrer 1988 entstandenen Charta explizit auf die Protokolle. Danach hätten die Juden sowohl die Französische als auch die Oktoberrevolution ausgelöst, ebenso den Ersten Weltkrieg, dessen Zweck die Zerstörung des Kalifats gewesen sei, und den Zweiten Weltkrieg, an dem sie als Waffenhändler gut verdient und den sie benutzt hätten, um die Gründung ihres eigenen Staates vorzubereiten. Die Gründung der UNO und des Sicherheitsrats gehe ebenso auf sie zurück, denn mit diesen Institutionen könnten sie die Welt unmittelbar regieren:

„Heute ist es Palästina und morgen könnten es andere Länder sein. Denn die zionistischen Machenschaften setzen sich endlos fort und werden sich nach Palästina vom Nil bis zum Euphrat ausdehnen. […] Ihr Komplott wurde in den ‚Protokollen der Weisen von Zion‘ niedergelegt und ihr derzeitiges Verhalten ist der beste Beweis für das, was dort gesagt wurde.“

Auch im kulturellen Leben der arabischen Welt gibt es Bezüge auf die Protokolle. In Ägypten wurde 2002 in 41 Folgen die Fernsehserie „Ein Reiter ohne Pferd“ ausgestrahlt, die auf ihnen beruhte; 2004 folgte ein libanesischer, Hisbollah-naher Sender. Aus arabischen Ländern stammende fremdsprachige Ausgaben wurden für das Ausland gedruckt, unter anderem für Subsahara-Afrika und Länder, in denen israelische Entwicklungshelfer tätig waren. Sie erlebten dabei zahlreiche Bearbeitungen: Ein arabischer Publizist beschrieb sie als Protokolle einer „zionistischen Geheimversammlung“, die 1954 in Budapest stattgefunden habe; ein anderer als Protokolle des Zionistischen Weltkongresses 1897 in Basel. In einem 2004 neu von der Palästinensischen Autonomiebehörde herausgegebenen Geschichtsbuch für das zehnte Schuljahr wurden die Protokolle als Beschlüsse des ersten Zionistenkongresses in Basel dargestellt. Nach internationalen Protesten musste eine Neuauflage ohne den Hinweis auf die Protokolle aufgelegt werden. Auf der Frankfurter Buchmesse wurden 2005 an Ständen iranischer Verlage neben anderen englischsprachigen Ausgaben antisemitischer Bücher wie Fords The International Jew auch die Protokolle in einer von der staatlichen Islamic Propaganda Organisation herausgegebenen Fassung unter dem Titel „Jewish Conspiracy“ zum Verkauf angeboten. Die Messeleitung wurde darauf erst nach Ende der Veranstaltung infolge von Presseberichten aufmerksam und erstattete Anzeige. Auch auf der im Februar 2006 in Casablanca durchgeführten Buchmesse wurden mehrere antisemitische Bücher von ägyptischen, syrischen und marokkanischen Verlagen ausgestellt, darunter aktualisierte Ausgaben von Hitlers Mein Kampf und der Protokolle.
Gleichwohl gibt es auch in der arabischen Welt Gegenstimmen: 1948 ging Muhammad Fuad Shukri in seinem Werk Nazi-Deutschland. Studien zum zeitgenössischen europäischen Erbe (1939–1945) auch auf die Fälschungsgeschichte der Protokolle ein. Der ägyptische Journalist Mark Sayegh parodierte die Protokolle 2002 als Protokolle der arabischen Weisen, die eine angebliche arabische Weltverschwörung zum Thema haben. Zusammen mit seinem libanesischen Kollegen Hazim Saghiya wendet er sich gegen die weit verbreitete Einschätzung der Protokolle als authentisch.

### Andere Länder
Die Protokolle der Weisen von Zion tauchten Mitte der 1990er Jahre auch in Osteuropa wieder auf und wurden zuvor in Afrika, Südamerika, Australien, Neuseeland und Japan veröffentlicht. Dort war die erste Auflage bereits 1924 erschienen. In den 1930er Jahren zur Zeit des Antikominternpakts und des Krieges gegen China waren die Protokolle Staatsdoktrin gewesen. Für eine Neuauflage unter dem Titel Greift euch Japan, den letzten Feind! Die jüdischen Protokolle zur Beherrschung der Welt wurde 1993 intensiv Werbung gemacht, das Buch wurde ein Bestseller – für Daniel Pipes ein Indiz, dass Antisemitismus auch in Ländern ohne jüdische Minderheit erfolgreich sein kann (vergleiche Antisemitismus ohne Juden). Laut Wolfgang Benz war die unkritische Rezeption und Akzeptanz des Pamphlets, das in Japan auch in wissenschaftlich und politisch seriösem Zusammenhang Referenzcharakter genießt, auch ein „Reflex auf nationale Identitätsprobleme gegenüber dem Westen“.
2002 äußerte der polnische Politiker und spätere Verteidigungsminister Antoni Macierewicz (PiS), die Protokolle seien historisch glaubwürdig.
Am 23. Oktober 2012 las Ilias Kasidiaris, Sprecher und Abgeordneter der griechischen Neonazi-Partei Chrysi Avgi, im griechischen Parlament aus dem 19. der Protokolle vor.

## Wissenschaftliche Deutungen
In der wissenschaftlichen Forschung herrscht Konsens, dass es sich bei den Protokollen der Weisen von Zion um einen fiktionalen Text handelt, der in keiner Weise reale Verhältnisse beschreibt.
Der Politikwissenschaftlerin Hannah Arendt fiel in ihrer 1951 erschienenen Studie Elemente und Ursprünge totaler Herrschaft auf, dass die in den Protokollen beschriebene Utopie eines totalen Staates den real existierenden totalitären Regimen ähnlich sehe. Auch ähnele die in den Protokollen beschriebene Arbeit einer konspirativen Geheimgesellschaft stark der einer Geheimpolizei. Daher kam sie zu der These, dass die Protokolle nicht nur das Motiv, sondern auch ein Modell für Hitlers Praxis der Machteroberung und Herrschaftsausübung geliefert hätten:

„Die Nazis begannen mit ihrer ideologischen Fiktion einer Weltverschwörung und organisierten sich mehr oder weniger bewußt nach dem Modell der fiktiven Geheimgesellschaft der Weisen von Zion.“

Damit griff Arendt die Analyse des jüdischen Journalisten Alexander Rubinštejn aus dem Jahr 1936 auf. Diese These, die unter anderem auch von Konrad Heiden vertreten wird, geht zurück auf Hermann Rauschnings erstmals 1939 veröffentlichte Gesprächen mit Hitler, in denen dieser erklärt haben soll, er habe die Protokolle „mit Erschütterung gelesen und sofort erkannt, daß man dies nachbilden, daß man den Juden mit seinen eigenen Waffen schlagen müßte“. Rauschnings ausführliche Gespräche fanden aber mit großer Wahrscheinlichkeit gar nicht statt, weshalb seine Darstellung heute nicht mehr als zuverlässige Quelle für Äußerungen Hitlers gilt. Dessen Taten (Völkermord, ethnische Säuberungen, Konzentrationslager) finden zudem keinerlei Vorbild in den Protokollen, weshalb Richard Levy es wenig plausibel findet, dass er der Inspiration durch sie bedurft haben soll.
Norman Cohn analysierte 1967 die Protokolle der Weisen von Zion als Warrant for Genocide, als „Vollmacht zum Völkermord“. In einer psychoanalytischen Deutung attestiert er den Nationalsozialisten eine unbewusste Projektion, in der sie in den als Kollektiv imaginierten Juden sowohl den „bösen Sohn“ sahen, der gegen den Vater rebelliert und ihn töten will, als auch den „bösen Vater“, der seinen Sohn potenziell quält, kastriert und tötet. Insofern seien die Protokolle eine wichtige Motivation für den Holocaust dargestellt. Dem widerspricht der Medienwissenschaftler John David Seidler: Man dürfe die Wirkungsmacht der Protokolle nicht überschätzen. Wenn sich die Nationalsozialisten auch auf den Text beriefen, sei er doch nicht als ursächlich für ihre Massenverbrechen zu verstehen. Auch Richard J. Evans bestreitet Cohns These, die er als „substanzlose Spekulationen“ abtut: Die Protokolle hatten demnach allenfalls indirekten Einfluss auf die Nationalsozialisten. Parallelen zwischen der nationalsozialistischen Judenverfolgung und den in den Protokollen propagierten Geheimmitteln gebe es nicht, zumal in ihnen nirgends genozidale Absichten gegen die Gojim geäußert würden. Diese Schrift sei für die Nationalsozialisten „keine Offenbarung, sondern lediglich eine Bestätigung dessen [gewesen], was sie bereits ‚wussten‘“. In den Augen des NS-Regimes sei die Botschaft der Protokolle nicht mehr benötigt worden, denn sie sei „von der Propaganda gewissermaßen überholt worden“. Diese sei „direkter und wirkungsvoller“ gewesen, wofür er die beiden antisemitischen Filme Jud Süß und Der ewige Jude als Beispiele anführt, die beide 1940 in die Kinos kamen. Eva Horn bezeichnet die verbreitete Annahme, dass die Protokolle ursächlich für den Holocaust verantwortlich seien, als „Kurzschluss“. Auch Richard Levy bezweifelt, dass die Protokolle ursächlich für Hitlers Entschluss zum Holocaust waren: Das Ideologem einer jüdischen Weltverschwörung war älter als sie, die nationalsozialistische Rassenlehre kommt in ihnen nicht vor. Die Rolle, die die Protokolle bei der Auslösung von antisemitischer Massengewalt hatten, werde von Cohn und anderen Autoren stark übertrieben.
Der italienische Medienwissenschaftler Umberto Eco glaubt, dass die Spuren weit verbreiteter Erfolgsromane, die er in den Protokollen nachweisen kann, wirkungsgeschichtlich dazu beitrugen, dass diese glaubwürdig erschienen: Der Leser habe in ihnen Vorstellungen und Klischees wiedergefunden, die ihm längst vertraut gewesen seien. Eine ähnliche These vertritt Jeffrey Sammons: Eben dadurch, dass die Protokolle erkennbar fiktiv seien und ihre Wurzel in Romanen hätten, seien sie der Kontrolle des logischen Diskurses entzogen und „von der Überprüfung anhand der belegbaren Wahrheit befreit“.
Der amerikanische Politikwissenschaftler Daniel Pipes sieht den Schlüssel für die Breitenwirkung des Buches in der Widersprüchlichkeit und der mangelnden Konkretheit des Inhalts. Namen, Daten oder bestimmbare einzelne Fakten würden nicht genannt, so widersprüchliche Phänomene wie Philo- und Antisemitismus, wie Kapitalismus und Sozialismus, wie Demokratie und Tyrannei würden als Werkzeuge der jüdischen Verschwörung hingestellt, sodass jeder sich in seinen jeweiligen Interessen davon bedroht fühlen müsse.
Der Berliner Antisemitismusforscher Wolfgang Benz erklärt die Wirkungsmacht der Protokolle in ihrer Funktion als politischer Mythos. Zwar stehe im Kern dieses Mythos hier nicht ein reales Ereignis, sondern eine reine Fiktion, durch ständige Wiederholungen, Assoziationen und Konnotationen gewinne die sinnstiftende Erzählung so scheinbar Realität und Überzeugungskraft. Das Stereotyp vom jüdischen Streben nach Weltdominanz sei beliebig verwendbar, vom zaristischen Russland über NS-Deutschland bis in den Nahen Osten. Weil es in bestimmten emotionalen Bedürfnissen wurzele, sei es aufklärenden Gegenargumenten nicht zugänglich und dadurch besonders wirksam.
Der österreichische Historiker Helmut Reinalter sieht die Wirkung der Protokolle weniger in ihrem Inhalt, der krude zusammengestückelt, schlecht strukturiert und zum Teil in sich widersprüchlich sei. Bedeutsamer sei vielmehr ihre schiere Existenz: Sie allein scheine, unabhängig vom konkreten Inhalt, die angebliche Tatsache einer allumfassenden Verschwörung zu beweisen. Damit seien die Protokolle, deren Inhalt immer schon von Ausgabe zu Ausgabe variiert habe, vielfältig einsetzbar: Statt der Juden könnten ohne inhaltliche Schwierigkeiten andere imaginierte Subjekte von Verschwörungstheorien eingesetzt werden, etwa Jesuiten, Freimaurer oder Illuminaten.
Laut Michael Hagemeister lassen sich die Protokolle als Dystopie lesen, wie sie in der russischen Literatur des 19. und 20. Jahrhunderts häufiger vorkomme: Die Figur des wohltätigen Weltherrschers, der der Menschheit Frieden bringt, ihr aber die Freiheit nimmt, finde sie zum Beispiel auch in Fjodor Michailowitsch Dostojewskis Der Großinquisitor aus den Brüdern Karamasow (1880) und in Wladimir Sergejewitsch Solowjows Kurzer Erzählung vom Antichrist (1900). Dessen Herrschaft erscheine als teuflische Verkehrung des Reiches Gottes. Insofern seien die Protokolle Ausfluss einer Furcht vor Globalisierung, Industrialisierung, Überwachungsstaat und Modernisierung im Allgemeinen, als deren Protagonisten die Juden angesehen worden seien. Kulturpessimistisch würden die totalitären Diktaturen des 20. Jahrhunderts mit ihrer Fürsorge, ihrem Führerkult, ihrer Massenpropaganda, ihrem Denunziantentum und ihrem Streben nach Weltherrschaft antizipiert bzw. die liberalen Hoffnungen, die sich eben auf sie richteten, in einer satirischen Anti-Utopie verspottet.

## Künstlerische Verarbeitungen
1934 veröffentlichte der deutsche Schriftsteller Stefan Heym in der in Prag erscheinenden Exilzeitschrift Simpl die Satire „Interview mit den Weisen von Zion“, die bei der Alltagspraxis des Weltverschwörens karikiert werden. Der deutsche Vertreter kommt zu spät – es ist Joseph Goebbels, über dessen wenig arische Erscheinung Gegner der Nationalsozialisten schon früher ihre Witze gemacht hatten.
Der amerikanische Comic-Künstler Will Eisner schuf kurz vor seinem Tod 2005 eine Graphic Novel mit dem Titel The Plot. The Secret Story of The Protocols of the Elders of Zion. Im gleichen Jahr erschien auch eine deutsche Ausgabe. Eisner erzählt mit den Mitteln des Comics die Entstehung der Protokolle, wie sie in der älteren Forschung dargestellt wird. Außerdem enthält der Band eine Einführung von Umberto Eco, einen Nachweis des Plagiats durch spaltenweise Gegenüberstellung von Textpassagen aus Jolys Buch und den Protokollen sowie ein Literaturverzeichnis. Der Comic enthält zwar mehrere historische Fehler – so lässt Eisner den Zaren in Moskau residieren statt in St. Petersburg, er macht Nilus zum Rivalen Rasputins am Hof und verlegt den Reichstagsbrand zeitlich vor die „Machtergreifung“ Hitlers. Dennoch wurde er in den Feuilletons der Qualitätszeitungen ausgesprochen positiv rezensiert. Im Handbuch des Antisemitismus wird der Comic als „Reflexion über den Umgang mit Informationen im 20. Jahrhundert“ und als „nützliches Referenzwerk zur Aufklärung über den Antisemitismus“ insbesondere für Jugendliche gelobt. Wolfgang Benz dagegen urteilt:

„Der ebenso sympathische wie unbeholfene Versuch […], mit einer Comic-Serie einen Beitrag zur Aufklärung zu leisten, bleibt aber unbefriedigend, weil er über die Illustration eines Faszinosums nicht hinauskommt und – den Gesetzen des Mediums folgend – neuer Stereotypenbildung Vorschub leistet.“

2010 veröffentlichte Umberto Eco, der sich bereits 1988 in seinem Roman Das Foucaultsche Pendel mit den Protokollen beschäftigt hatte, den Roman Der Friedhof in Prag. Darin erzählt er die Vor- und Entstehungsgeschichte der Protokolle von 1855 bis 1900 nach, wobei alle handelnden Personen historische Figuren sind mit Ausnahme des Protagonisten Simonini, einer Figur, die Eco erfunden hat und als die „vielleicht zynischste und unsympathischste Figur der gesamten Literaturgeschichte“ bezeichnet. Er soll ein Nachkomme des obskuren Jean-Baptiste Simonini sein, der 1806 Abbé Barruel, den Urvater der anti-illuminatischen Verschwörungstheorie, auf angebliche jüdische Verschwörungen hingewiesen haben soll. Der Roman fand ein geteiltes Echo. Der Oberrabbiner von Rom Riccardo Di Segni lobte die „wunderbare Weise“, in der Eco die Geschichte der Fälschung aufgezeichnet hatte, befürchtete aber, dass die ausführlich ausgebreiteten antisemitischen Lügen von unbedarften Lesern geglaubt werden könnten. Der Rezensent der Süddeutschen Zeitung befand, der Roman vermöge als Literatur nicht zu überzeugen, „weil seine besten Pointen aus den Quellen stammen“.

## Kritische Ausgabe
- Jeffrey L. Sammons (Hrsg.): Die Protokolle der Weisen von Zion. Die Grundlage des modernen Antisemitismus. Eine Fälschung. Text und Kommentar. Wallstein, Göttingen 1998, ISBN 978-3-89244-191-5.